# Kultur

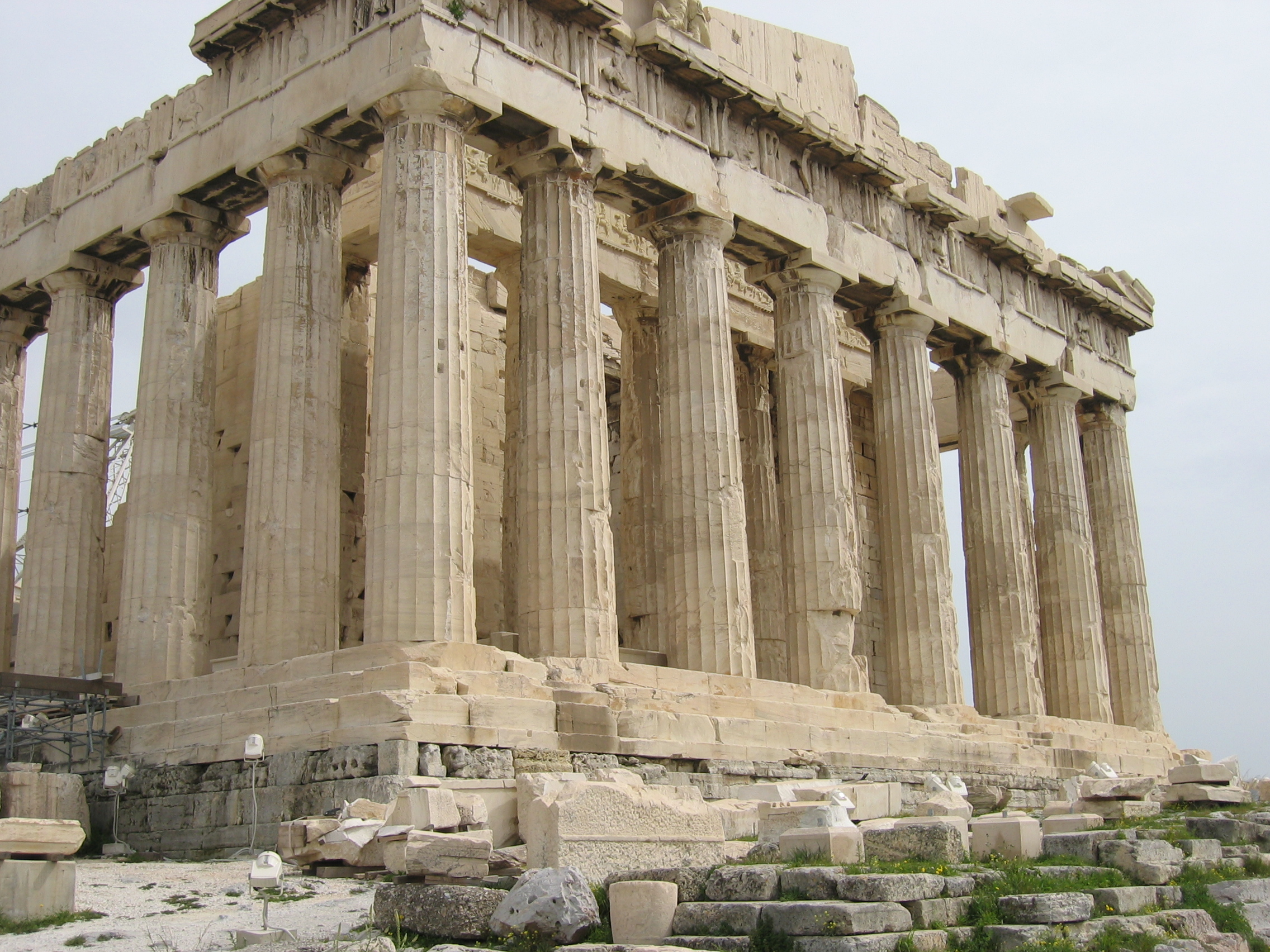
Alles, was Menschen je geschaffen haben, ist Teil der Kultur (Parthenon in Athen als klassisches Symbol für die Baukultur der Antike)

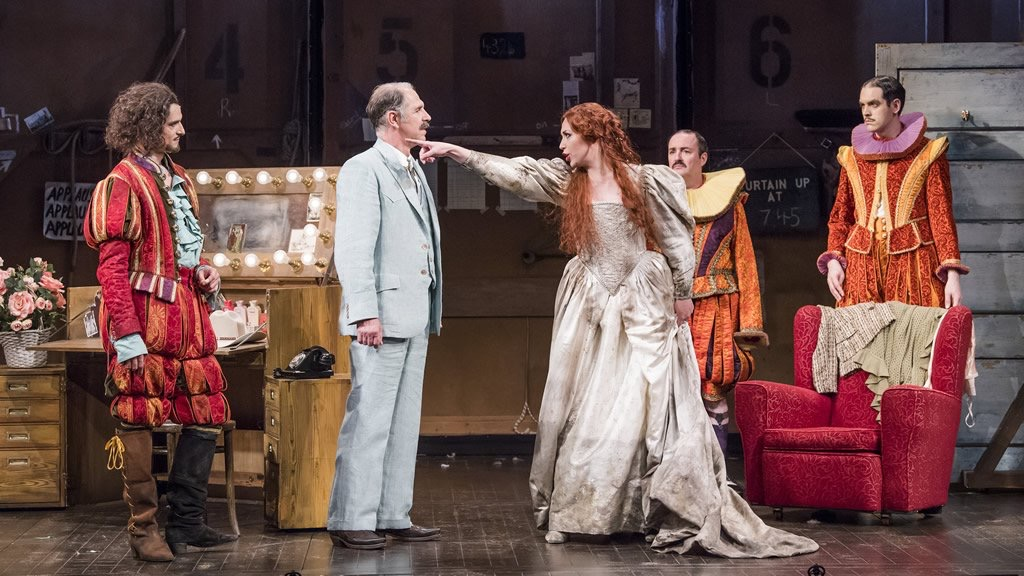
Die „schönen Künste“: Ausdruck des Kulturschaffens (Szene aus dem Musical Kiss me, Kate)

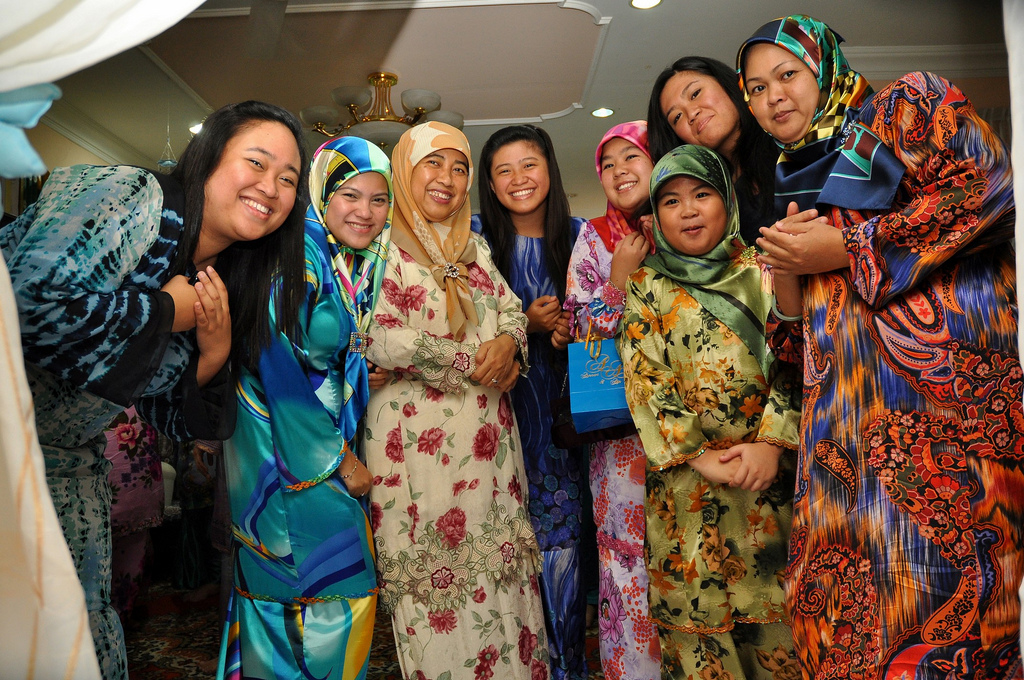
Die grenzenlose kulturelle Vielfalt der Menschheit erfährt im Pluralbegriff Kulturen eine Eingrenzung auf bestimmte Gruppen. (Beispiel: Muslimische Frauen in Brunei)

Kultur bezeichnet im weitesten Sinne alle Erscheinungsformen menschlichen Daseins, die auf bestimmten Wertvorstellungen und erlernten Verhaltensweisen beruhen und die sich wiederum in der dauerhaften Erzeugung und Erhaltung von Werten ausdrücken – als Gegenbegriff zu der nicht vom Menschen geschaffenen und nicht veränderten Natur. Wichtige Vordenker dieses Kulturbegriffs sind etwa Arthur Schopenhauer, Harald Höffding und Joseph Petzoldt.
Es gibt – je nach Wissenschaft, Weltanschauung oder fachlichem Zusammenhang – eine Vielzahl enger gefasster Definitionen von Kultur.
Über den wissenschaftlichen Diskurs hinaus wird die Bezeichnung Kultur in der Kulturpolitik synonym auf die „Schönen Künste“ (Bildende Kunst, Musik, Literatur) beschränkt.
Gemeinsprachlich steht die Bezeichnung häufig entweder für Kultiviertheit (Umgangsformen, Sittlichkeit, Wohnkultur, Esskultur u. Ä.) oder in Abgrenzung der (als typisch angenommenen) Ausdrucks- und Verhaltensweisen – den Kulturstandards – der eigenen ethnischen Gruppe (z. B. Bayern, Deutsche, Europäer) im Vergleich mit sogenannten anderen Kulturen (etwa Chinesen, Lateinamerikaner, Indigene Völker). 
Kulturen im Plural wird nicht nur im öffentlich-politischen Diskurs, sondern auch in der Ethnologie (Völkerkunde), für archäologische Kulturen sowie in der kulturvergleichenden Sozialforschung benutzt, um Menschengruppen nach kulturellen Merkmalen voneinander abzugrenzen. Für Varianten innerhalb einer Kulturgruppe wird häufig die Bezeichnung Subkulturen verwendet. In der Ethnologie wird das Konzept der unterscheidbaren Kulturen aufgrund seines konstruierten Charakters (Festlegung von Grenzen, wo in der Realität fließende Übergänge sind) heute zunehmend problematisch gesehen.
Der Begriff der Kultur ist im Lauf der Geschichte immer wieder von unterschiedlichen Seiten einer Bestimmung unterzogen worden. Je nachdem drückt sich in der Bezeichnung Kultur das jeweils lebendige Selbstverständnis und der Zeitgeist einer Epoche aus, der Herrschaftsstatus oder -anspruch bestimmter gesellschaftlicher Klassen oder auch wissenschaftliche und philosophisch-anthropologische Anschauungen. Die Bandbreite der Bedeutungsinhalte ist entsprechend groß und reicht von einer rein beschreibenden (deskriptiven) Verwendung („die Kultur jener Zeit“) bis zu einer vorschreibenden (normativen), wenn bei letzterem mit dem Begriff der Kultur zu erfüllende Ansprüche verbunden werden.
Hinsichtlich des Schutzes von Kulturgütern gibt es eine Reihe von Abkommen und Gesetzen. Die UNESCO und ihre Partnerorganisationen koordinieren einen internationalen Schutz und lokale Umsetzungen.

## Begriffsvielfalt
Einige Beispiele für die verschiedenen Blickwinkel, nach denen Kultur definiert wird:
- „Formende Umgestaltung des Gegebenen durch die Verwirklichung von Ideen“[2]
Fokus auf den Produkten – den Kulturleistungen –, die ganz verschiedenen Kulturbereichen angehören (Werkzeugkultur in Technik, Subsistenz- und Wirtschaftsweisen, Handel und Verkehr; Sozialkultur in Sitten und Gebräuchen, Gesellschaftsstrukturen, Bildung; Symbolkultur in Sprache, Schrift, Mythologie und Religion, Wissenschaft und Philosophie, Kunst und Weltanschauung)
- „Das Überindividuelle, welches das Denken und Handeln der einzelnen Menschen bestimmt“[3]
Erhebung der Kultur zum bestimmenden Prinzip aller menschlicher Entwicklung; das Individuum wird zum bloßen „Gefäß“ der Kultur.
- „Ordnung menschlicher Gesellschaften und Lebensformen unter einem System von Richtlinien“[4][5]
Fokus auf den Wertvorstellungen und Gesellschaftsstrukturen – den Ideologien – als Voraussetzung aller „Hervorbringungen“ (zum Beispiel Humanismus, Kapitalismus, Kommunismus, verschiedene Herrschaftsformen, Sozialdarwinismus, Islamismus u. v. m.)
- „Entstehung gemeinschaftlicher Kulturgüter durch die Transformation angeborener Verhaltensweisen und Motivationen der Einzelnen“
Fokus auf der Geisteskultur, die aus den Handlungsmotiven folgt (etwa vom Forschungsdrang zur Wissenschaft, aus Angst und Hoffnung zur Religion, vom täglichen Miteinander zu Moral und Gesetz, vom Staunen und Nachdenken zur Philosophie von der Inspiration zur Kunst)[6]
- „Entwicklung von primitiven zu immer komplexeren Ausdrucks- und Lebensformen des Menschen“
Annahme einer „Höherentwicklung“ vom Naturmenschen zum Kulturmenschen, Grundlage des weitgehend überholten Evolutionismus

Kroeber und Kluckhohn (1952) kommen nach Sichtung von mehr als 150 Definitionen von Kultur zu folgender synthetischer Definition:

„Kultur besteht aus expliziten und impliziten Mustern (patterns) des erworbenen Verhaltens, die durch Symbole übermittelt werden und die unterschiedlichen Errungenschaften (achievements) verschiedener menschlicher Gruppen einschließlich ihrer Verkörperung in Artefakten begründen; der wesentliche Kern der Kultur besteht in traditionellen (d. h. historisch hergeleiteten und ausgewählten) Ideen und insbesondere den daran geknüpften Werten; Kultursysteme können einerseits als Produkte von Handlungen und andererseits als konstitutive Elemente künftiger Handlungen angesehen werden.“

## Begriffsgeschichte

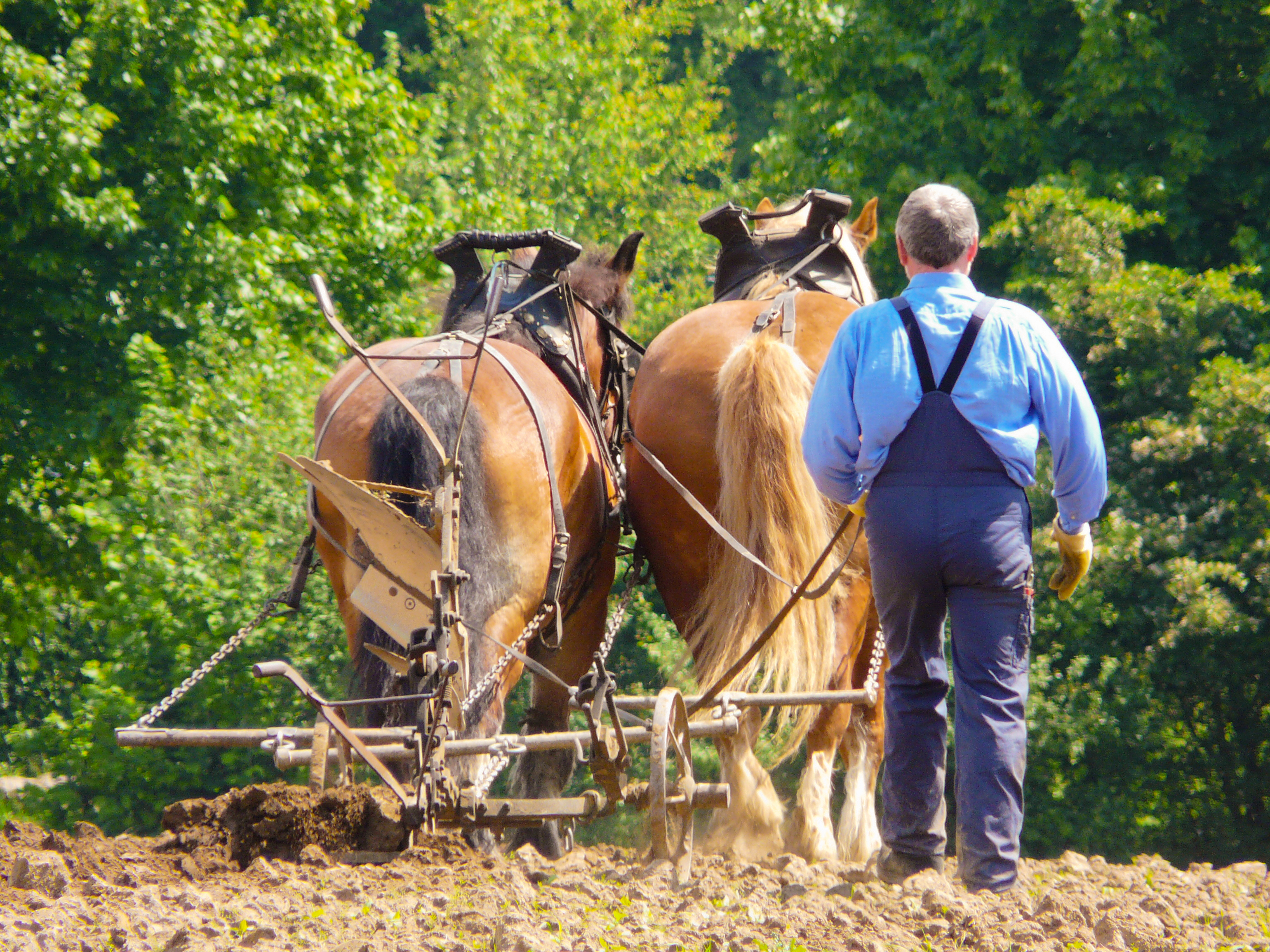
Der Kulturbegriff geht auf die landwirtschaftliche Urbarmachung – die Kultivierung – der Natur zurück

### Wortherkunft
Das Wort „Kultur“ ist die Eindeutschung des lateinischen Worts cultura („Bebauung, Bearbeitung, Bestellung, Pflege“), das eine Ableitung von lateinisch colere („bebauen, pflegen, urbar machen, ausbilden“) darstellt. Kultivieren bezeichnet in diesem Sinne die Arbeit des Menschen zur gemeinschaftlichen Aneignung, Nutzung und Veränderung der Natur entsprechend seinen Bedürfnissen und Vorstellungen. Denselben Ursprung haben die Bezeichnungen Kolonie und Kult. „Kultur“ ist in der deutschen Sprache seit Ende des 17. Jahrhunderts belegt und bezeichnet hier von Anfang an sowohl die Bodenbewirtschaftung (landwirtschaftlicher Anbau) als auch die „Pflege der geistigen Güter“ (Geisteskultur, d. h. Pflege der Sprache oder einer Wissenschaft). Im 19. Jahrhundert verwendete der Nürnberger Industrie- und Kulturverein das Wort Kultur ebenfalls noch im Sinne von „Bodenkultur“. Heute ist der landwirtschaftliche Bezug des Begriffs nur noch in Wendungen wie Kulturland für Ackerland oder Kultivierung für Urbarmachung verbreitet; in der Biologie werden auch verwandte Bedeutungen wie Zell- und Bakterienkulturen benutzt. Im 20. Jahrhundert wird kulturell als Adjektiv gebräuchlich, jedoch mit deutlich geistigem Schwerpunkt.
Die Herkunft des lateinischen Worts colere leitet sich ab von der indogermanischen Wurzel kuel- für „[sich] drehen, wenden“, sodass die ursprüngliche Bedeutung wohl im Sinne von „emsig beschäftigt sein“ zu suchen ist.

### Antike
Plinius der Ältere prägte zwar noch nicht das Wort „Kultur“ für einen Begriff, unterschied allerdings schon zwischen terrenus (zum Erdreich gehörend) und facticius (künstlich Hergestelltes). Im lateinischen Raum wird die Bezeichnung cultura sowohl auf die persönliche Kultur von Individuen als auch auf die Kultur bestimmter historischer Perioden angewendet. So charakterisiert zum Beispiel Cicero die Philosophie als cultura animi, das heißt als Pflege des Geistes. Neben der Kultur als Sachkultur bei Plinius findet sich also auch Kultur als Bearbeitung der eigenen Persönlichkeit.

### Neuzeit

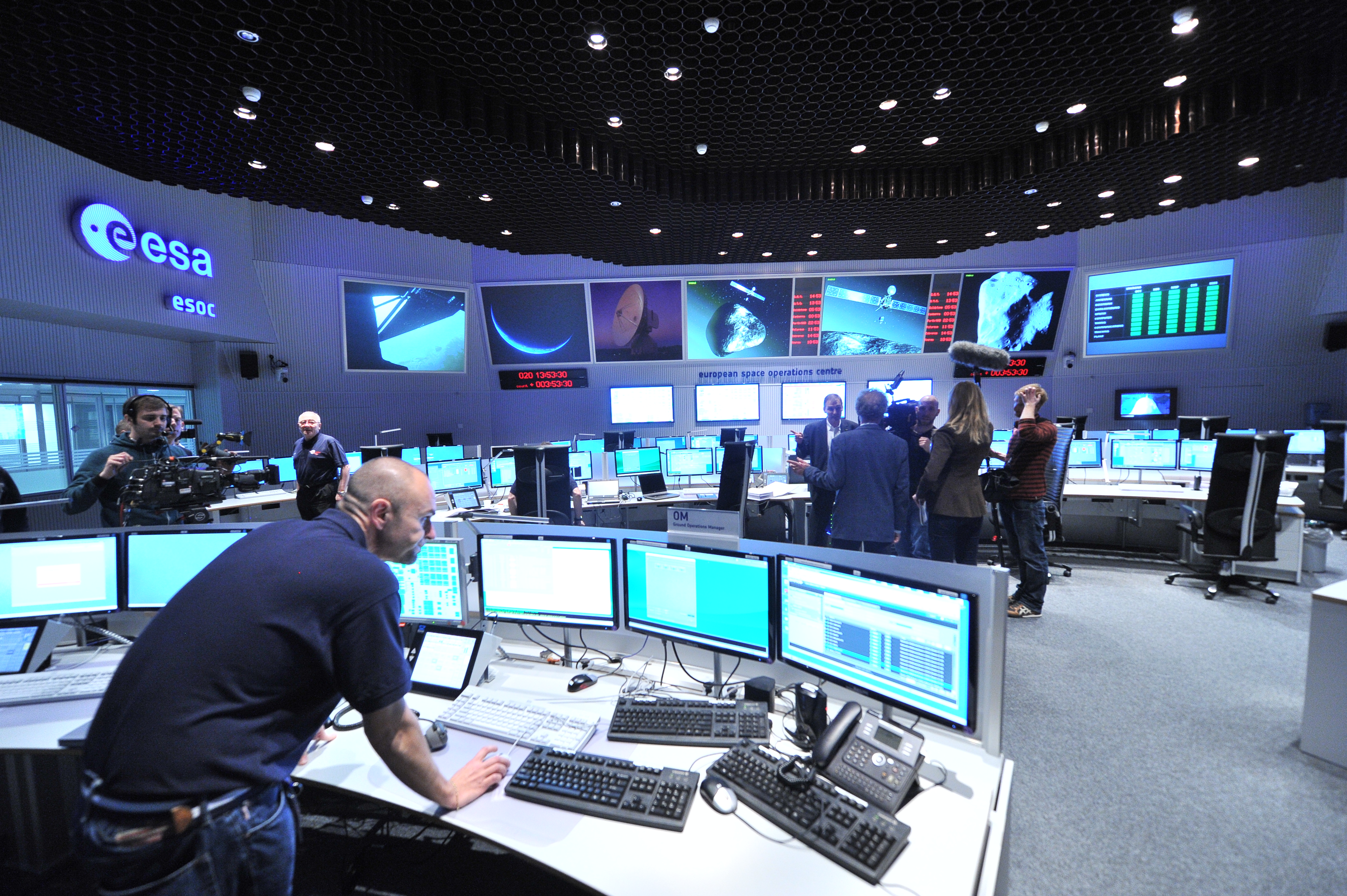
Kontrollraum der ESA als Beispiel für moderne Wissenschaftskultur der Gegenwart

Immanuel Kants Bestimmung des Menschen als kulturschaffendes Wesen vollzieht sich im Verhältnis zur Natur. Für Kant sind Mensch und Kultur ein Endzweck der Natur. Dabei ist mit diesem Endzweck der Natur die moralische Fähigkeit des Menschen zum kategorischen Imperativ verbunden: „Handle nur nach derjenigen Maxime, durch die du zugleich wollen kannst, dass sie ein allgemeines Gesetz werde.“ Ein solches allgemeines Gesetz anzuerkennen als „Idee der Moralität gehört noch zur Kultur.“ Es ist dieser Leitsatz des moralischen Handelns, der den Menschen einerseits von der Natur trennt, andererseits steht er als Endziel der Natur in ihrem Dienst dieses Ziel zu achten und zu verfolgen. Ohne diesen moralischen Leitsatz vermag der Mensch sich bloß technologisch fortzuentwickeln, was zur Zivilisation führt.
In der von ihnen begründeten und später vor allem von Wilhelm Wundt prominent gemachten „Völkerpsychologie“ als einer interdisziplinären Kulturwissenschaft verstehen Moritz Lazarus und Heymann Steinthal Kultur unter Rückgriff auf Hegel als Ausdruck eines kollektiven und langlebigen „Volksgeists“, in dem sich soziale und historische Dimensionen menschlicher Entwicklung, gesellschaftlicher Erfahrungen, individuellen Erlebens und Verhaltens in Form etwa von Anschauungen, Ideen, Wertvorstellungen zeigen.
Der Anthropologe Edward Tylor bestimmt Kultur 1871 („Primitive Culture“) unter Aufnahme der darwinschen Evolutionstheorie und gibt so eine erste an den Erkenntnissen der Naturwissenschaft orientierte Definition: „Cultur oder Civilisation im weitesten ethnographischen Sinne ist jener Inbegriff von Wissen, Glauben, Kunst, Moral, Gesetz, Sitte und alle übrigen Fähigkeiten und Gewohnheiten, welche der Mensch als Glied der Gesellschaft sich angeeignet hat.“
Nach Albert Schweitzer erstrebt die Kultur letztlich „die geistige und sittliche Vollendung des Einzelnen“: „Der Kampf ums Dasein ist ein doppelter. Der Mensch hat sich in der Natur und gegen die Natur und ebenso unter den Menschen und gegen die Menschen zu behaupten. Eine Herabsetzung des Kampfes ums Dasein wird dadurch erreicht, dass die Herrschaft der Vernunft sich sowohl über die Natur als auch über die menschliche, stinkende Natur sich in größtmöglicher und zweckmäßigster Weise ausbreitet. Die Kultur ist ihrem Wesen nach also zweifach. Sie verwirklicht sich in der Herrschaft der Vernunft über die Naturkräfte und in der Herrschaft der Vernunft über die menschlichen Gesinnungen.“
Der französische Kulturphilosoph Claude Lévi-Strauss verglich das Konzept der Sprache mit der Kultur: Die Kultur verhalte sich wie die Sprache: Nur ein Außenstehender könne die ihr zugrunde liegenden Regeln und Strukturen erkennen und interpretieren.

#### Kultur und Zivilisation

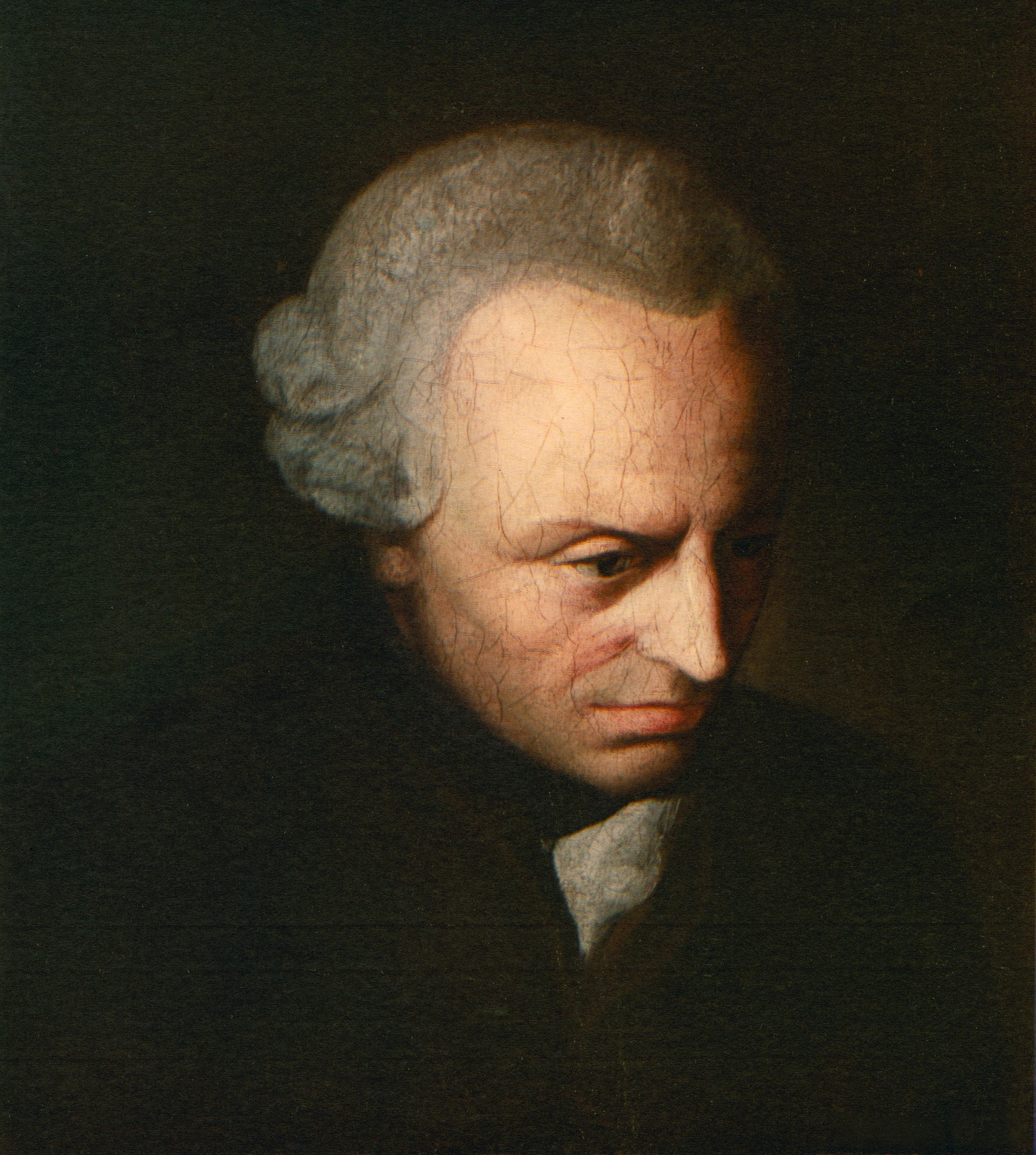
Auf Kant geht die Entgegensetzung von „Kultur“ und „Zivilisation“ zurück

Vor allem im deutschsprachigen Raum hat sich im allgemeinen Begriffsverständnis die Unterscheidung in Kultur und Zivilisation entwickelt, während beispielsweise im englischen Sprachraum lange Zeit nur ein Wort für „Kultur“ (civilization) genutzt wurde (vergleiche den Buchtitel von Samuel P. Huntington Clash of Civilisations, deutsch Kampf der Kulturen). Erst seit einigen Jahrzehnten findet sich auch culture häufiger, ohne dass hiermit jedoch auf einen Gegensatz zu civilization Bezug genommen wurde.
Die früheste Formulierung dieses Gegensatzes in der deutschen Sprache stammt von Immanuel Kant:

„Wir sind im hohen Grade durch Kunst und Wissenschaft cultivirt. Wir sind civilisirt bis zum Überlästigen, zu allerlei gesellschaftlicher Artigkeit und Anständigkeit. Aber uns für schon moralisirt zu halten, daran fehlt noch sehr viel. Denn die Idee der Moralität gehört noch zur Cultur; der Gebrauch dieser Idee aber, welcher nur auf das Sittenähnliche in der Ehrliebe und der äußeren Anständigkeit hinausläuft, macht blos die Civilisirung aus.“

„Zivilisation“ bedeutet also für Kant, dass sich die Menschen zwar zu einem artigen Miteinander erziehen, Manieren zulegen und ihren Alltag bequem und praktisch einzurichten wissen und dass sie vielleicht durch Wissenschaft und Technik Fahrzeuge, Krankenhäuser und Kühlschränke hervorbringen. All dies reicht jedoch noch nicht dafür, dass sie „Kultur haben“, wenngleich es der Kultur dienen könnte. Denn als Bedingung für Kultur gilt für Kant die „Idee der Moralität“ (der kategorische Imperativ), d. h., dass die Menschen ihre Handlungen bewusst auf an sich gute Zwecke einrichten.
Wilhelm von Humboldt schließt hieran an, indem er den Gegensatz auf Äußeres und Inneres des Menschen bezieht: Bildung und Entwicklung der Persönlichkeit sind Momente der Kultur, während rein praktische und technische Dinge dem Bereich der Zivilisation zugehören.
Für Oswald Spengler ist Zivilisation negativ belegt, wenn sie nämlich das unausweichliche Auflösungsstadium von Kultur bezeichnet. Spengler sah Kulturen als lebendige Organismen an, die in Analogie zur Entwicklung des menschlichen Individuums eine Jugend, eine Manneszeit und ein Alter durchlaufen und alsdann verenden. Die Zivilisation entspricht dem letzten dieser Stadien, daher hat der zivilisierte Mensch keine künftige Kultur mehr. Zivilisationen „sind ein Abschluß; sie folgen dem Werden als das Gewordene, dem Leben als der Tod, der Entwicklung als die Starrheit […] Sie sind ein Ende [sc. der Kultur], unwiderruflich, aber sie sind mit innerster Notwendigkeit immer wieder erreicht worden.“
Helmuth Plessner hält gar das deutsche Wort „Kultur“ für fast nicht übersetzbar. In seiner „empathischen“ Bedeutung sieht er eine religiöse Funktion:

„Kultur, der deutsche Inbegriff für geistige Tätigkeit und ihren Ertrag im weltlichen Felde, ist ein schwer zu übersetzendes Wort. Es deckt sich nicht mit Zivilisation, mit Kultiviertheit und Bildung oder gar Arbeit. Alle diese Begriffe sind zu nüchtern oder zu flach, zu formal, bzw. ›westlich‹ oder an eine andere Sphäre gebunden. Ihnen fehlt das Schwere, die trächtige Fülle, das seelenhafte Pathos, das sich im deutschen Bewußtsein des 19. und 20. Jahrhunderts mit diesem Wort verbindet und seine oft empathische Verwendung verständlich macht.“

#### Kulturnation und Staatsnation
Der Begriff der Kulturnation entstand im 19. Jahrhundert als Ausdruck eines weniger durch Politik und militärische Macht als durch Kulturmerkmale repräsentierten Nationsverständnisses. Der Historiker Friedrich Meinecke sah in den kulturellen Gemeinsamkeiten, die eine Nation zusammenhalten, neben gemeinsamem „Kulturbesitz“ (z. B. die Weimarer Klassik) vor allem religiöse Gemeinsamkeiten.
Während von einer Kulturnation anfangs in einem kritischen Sinne gegenüber der Staatsnation die Rede war, da das deutsche Nationalgefühl (aus Sprache, Traditionen, Kultur und Religion) nicht vom politischen Partikularismus widergespiegelt wurde, wandelte sich der Begriff unter dem Einfluss des völkischen Gedankengutes: Als Basis einer Kulturnation wurde nun ein „Volk“ im Sinne einer Abstammungsgemeinschaft verstanden. In den Sozialwissenschaften wird die Idee einer homogenen Nationalkultur, durch die sich die Völker klar voneinander unterscheiden würden, zunehmend kritisch gesehen, da sie zur Ausgrenzung von Migranten genutzt werde und empirisch nicht nachweisbar sei.

### Moderne Entwicklungen
Systemtheoretischer Ansatz
Für den Systemtheoretiker Niklas Luhmann beginnt geschichtlich gesehen Kultur erst dann, wenn es einer Gesellschaft gelingt, nicht nur Beobachtungen vom Menschen und dessen Umwelt anzustellen, sondern auch Formen und Blickwinkel der Beobachtungen der Beobachtungen zu entwickeln. Eine solche Gesellschaft ist nicht nur kulturell und arbeitsteilig in einem hohen Maße in Experten ausdifferenziert, sondern hat auch Experten zweiter Stufe ausgebildet. Diese letzteren untersuchen die Beobachtungsweisen der ersteren und helfen diese in ihrer Kontingenz zu begreifen, d. h., erst jetzt werden die Inhalte von Kultur als etwas Gemachtes aufgefasst und nicht als eine dem Menschen gegebene Fähigkeit. Kultur wird damit de- und rekonstruierbar.
„Historische Anthropologie“
Ein aktuelles Arbeitsfeld, welches sich als „historisch ausgerichtete Anthropologie“ bezeichnen ließe, untersucht die im Laufe der Geschichte vollzogenen Bestimmungen der „menschlichen Natur“. So zeigt beispielsweise die Ordnung der Sinne, dass ihre Anzahl nicht eindeutig auf fünf festzulegen ist, sie teils hierarchisch, teils gleichberechtigt auftreten. Damit haben auch die Sinne eine Geschichte, wenn sie nämlich kulturell codiert sind. Es zeigt sich dann etwa eine für die abendländische Kultur prägende Bevorzugung des Gesichtssinns gegenüber anderen Sinnen. Weitere Felder der historischen Anthropologie sind:
- Aus dem Verhältnis zwischen räumlich-materieller Außenwelt und ausdehnungsloser Innerlichkeit des menschlichen Subjekts ergibt sich eine Geschichte der Seele und Gefühle. Gerade in diesem Zusammenhang können sich auch Ansichten entwickeln, welche Gefühle nicht als innere Zustände des Individuums zu begreifen, sondern räumlich ausgedehnte Atmosphären.[28][29]
- Am geschichtlichen Verhältnis zwischen „der“ Gesundheit zu „den“ Krankheiten lässt sich untersuchen, wie sich das, was als gesund gilt und was als krankhaft angesehen wird, immer wieder verschiebt, ohne dass hier eine feste Grenze erkennbar wäre. Vielmehr ist auch hier jede Definition kulturabhängig, was sich besonders bei geistigen Erkrankungen zeigt, wie etwa der wechselhaft unbestimmte Gebrauch der Bezeichnungen „Nervosität“, „Hysterie“ und „Hypochondrie“ in der Zeit vom 18. bis 20. Jahrhundert belegt.
- Das Geschlechterverhältnis wird inzwischen in einer Vielzahl von wissenschaftlichen Fachrichtungen untersucht, besonders widmet sich ihm die Geschlechterforschung (engl. Gender Studies). Die aus dem angelsächsischen Bereich kommende Unterscheidung zwischen biologischem Geschlecht (engl. sex) und Geschlechterrolle (engl. gender) hat sich auch im deutschsprachigen Bereich durchgesetzt. Vor allem Judith Butler hat darauf hingewiesen, dass das biologische Geschlecht kultureller Auslegung unterliege und somit „typisch männliche“ oder „typisch weibliche“ Eigenschaften nicht definierbar seien: Geschlechterrollen sowie „das Geschlecht“ werden konstruiert.[30]

### Varianten und Grenzen des Kulturbegriffs
Der Germanist und Professor für interkulturelle Wirtschaftskommunikation Jürgen Bolten unterscheidet Zusammensetzungen mit dem Wortstamm kult- hinsichtlich ihrer Bedeutung in vier deutlich voneinander abgrenzbare Gruppen. Zwei davon fasst er unter einen weiten Kulturbegriff: (1.) Kultur als Lebenswelt oder die Ethnie, im Sinne von: bewohnen bzw. ansässig sein; (2.) Kultur als biologische Kulturen, im Sinne von: bebauen, Ackerbau treiben. Zwei weitere fasst er unter einen engen Kulturbegriff: (3.) Kultur als „Hoch“kultur, im Sinne von: pflegen, schmücken, verehren, und (4.) Kultur als Kult bzw. Kultus, im Sinne von: verehren, anbeten, feiern. Den engen Kulturbegriff führt Bolten auf die Trennung von Kultur und Zivilisation zurück, die vor allem von Immanuel Kant und später von Oswald Spengler vertreten wurde (siehe hierzu auch den Abschnitt „Kultur und Zivilisation“).
Andere Autoren verweisen hinsichtlich der Entwicklung des Kulturbegriffs im deutschsprachigen Raum auf Cicero, Herder, von Humboldt.
Angesichts der Vielzahl unterschiedlicher Verwendungsweisen des Wortes „Kultur“ und der Vielfalt konkurrierender wissenschaftlicher Definitionen erscheint es sinnvoll, statt von einem Kulturbegriff besser von vielen Kulturbegriffen zu sprechen. Bereits 1952 wurden 170 verschiedene Begriffsbestimmungen gezählt. Kultur ist gewissermaßen eine Variable, die von den verschiedenen Rahmenbedingungen verschiedener Fachgebiete und ihrer Blickwinkel abhängig ist. Der Kulturphilosoph Egon Friedell vertrat folgende provokante These:

„Kultur ist Reichtum an Problemen“

#### Entgegensetzung von Kultur und Natur

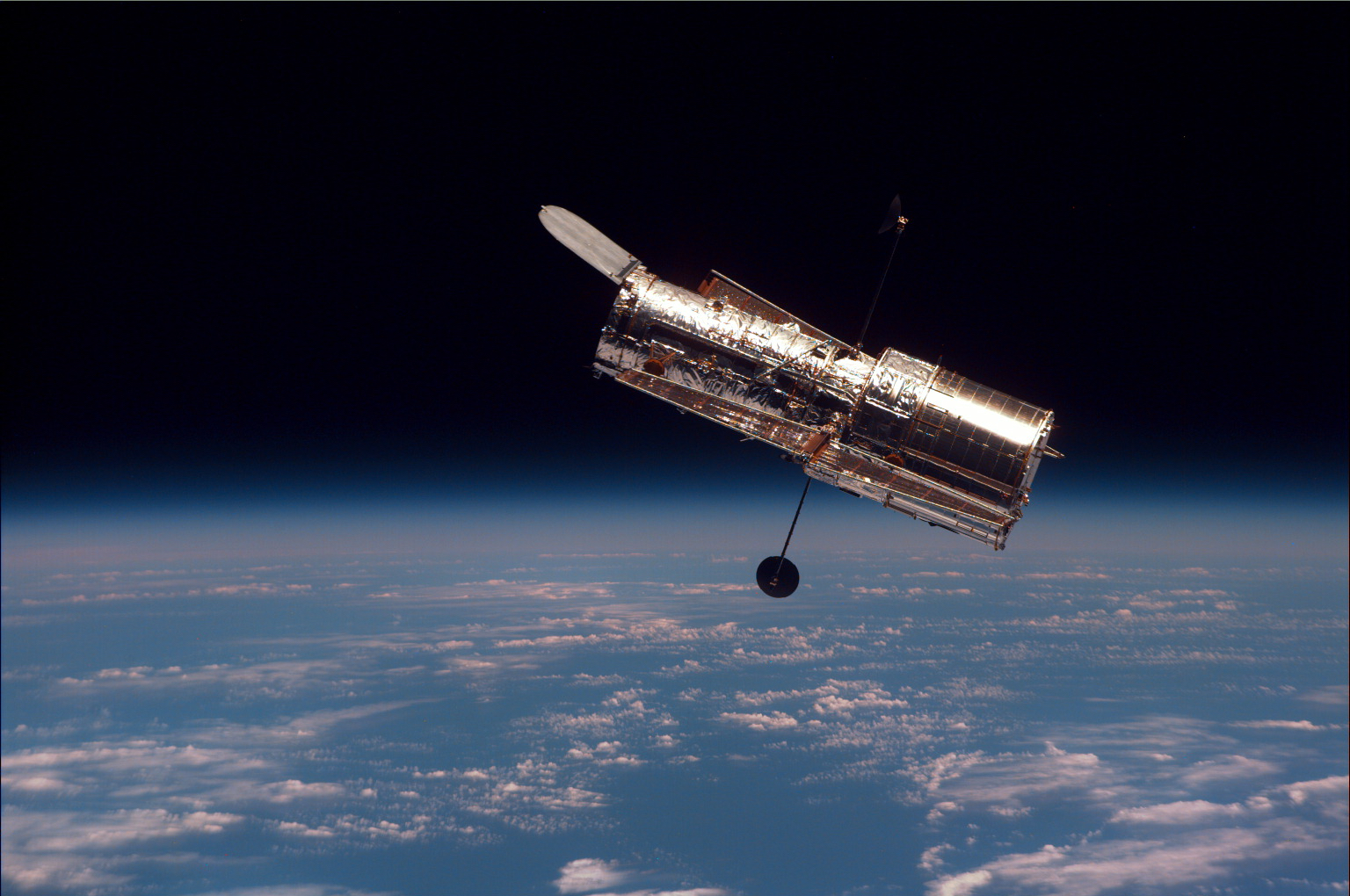
Das Hubble-Teleskop

Dasjenige Konzept, welches das Entstehen von Kultur verständlich macht und den Begriff klar eingrenzt, stellt die Kultur der Natur entgegen. Damit ist als Kultur alles bestimmt, was der Mensch von sich aus verändert und hervorbringt, während der Begriff Natur dasjenige umfasst, was von selbst ist, wie es ist.
Mit „Natur“ kann jedoch immer nur etwas gemeint sein, das durch Kulturtechniken wie Kunst und Wissenschaft beschrieben wurde. Dabei werden die Grenzen dessen, was „Natur“ bezeichnet, durch menschliche Forschung immer mehr erweitert: so macht etwa das Elektronenmikroskop kleinste Partikel sichtbar, während das Hubble-Teleskop die großen kosmischen Maßstäbe zur Darstellung bringt. Wenn jedoch Natur nur durch die Kulturtechnik wahrgenommen werden kann, scheint es letztlich so, dass „alles Kultur sei“. Damit wird die Vorstellung, dass Kultur stets Auseinandersetzung mit dem Anderen, dem Neuen und Fremden ist, zunehmend unplausibel, denn wenn alles Kultur ist, dann ist unklar, was überhaupt mit dem Begriff gemeint ist.
Wenn Kultur trotzdem weiterhin als die Bewältigung des Anderen, der Natur, begriffen werden soll, so darf die Natur nicht als räumlich dem Menschen gegenüberstehend gedacht werden, sondern das Andere ist der Kultur selbst eingeschrieben. Das Andere besteht nicht einfach neben oder außerhalb der Kultur, sondern haftet ihr an wie eine Kehrseite. „Natur“ wäre dann ein Grenzbegriff, der „etwas“ umfasst, das vom Menschen beschrieben und bearbeitet wird, was aber zugleich bedeutet, dass dieses „etwas“ niemals unmittelbar zugänglich wird. Damit gibt es keine „Natur an sich“, sondern nur Beschreibungen von Natur. Die exakte mathematische Physik ist nur eine mögliche Form der Naturdarstellung, wenngleich sich die mathematische Naturbeschreibung innerhalb ihrer gegebenen Logik schrittweise dem Wesen der „Natur“ anzunähern vermag. Ernst Cassirer hat diese veränderte Auffassung von Natur als Übergang von der Substanz zur Funktion in seiner Abhandlung Substanzbegriff und Funktionsbegriff 1910 beschrieben.

#### Kulturen: Die Pluralisierung des Kulturbegriffs
Der Plural Kulturen wird im allgemeinen Sprachgebrauch als Sammelbegriff für Menschengruppen verwendet, die aufgrund verschiedener kultureller Eigenheiten der Mehrheit ihrer Mitglieder als voneinander unterscheidbar aufgefasst werden. Dies können Völker oder Ethnien sein, aber auch Berufsgruppen, Belegschaften von Unternehmen, Vereine u. ä. Im Gegensatz zu den (häufig synonym verwendeten) Bezeichnungen Völker oder Ethnien, bei denen in Fachdiskursen immer auch die Selbstzuschreibung betrachtet wird, beruht die Vorstellung von Kulturen in der Regel nur auf Fremdzuschreibungen. Die fehlende Stellungnahme der so bezeichneten Menschen (emische Perspektive) hat einseitige, verzerrte oder falsche Auffassungen zur Folge. Zudem kann der Begriff auch rassistisch motivierte Nebenbedeutungen erhalten. Dennoch findet in der öffentlich-politischen Debatte im Gegensatz zu den Wissenschaften keine kritische Auseinandersetzung mit dem Begriff Kulturen statt.
Die Pluralisierung des Begriffes (sofern nicht durch den Alltagsgebrauch vorweggenommen) geht auf den Ethnologen Franz Boas zurück, der Kultur vor allem als Ergebnis einer geschichtlichen Entwicklung sah. Da aber jedes „Volk“ seine eigene Geschichte hat, muss sie auch ihre eigene Kultur haben, folgerte Boas (vgl. Kulturrelativismus). Mit diesem Ansatz distanzierte er sich von den Rassentheorien, die die Unterschiede menschlichen Seins auf angeborene Eigenschaften und Fähigkeiten zurückführen.
Das Konzept wurde von den anderen Sozialwissenschaften und von der Archäologie (deren Grundlage zwangsläufig nur die Artefakte kulturellen Schaffens und ihre stilistischern und funktionalen Unterschiede sind) übernommen. In der Völkerkunde erfreute sich der pluralistische Begriff bis zur Mitte des 20. Jahrhunderts großer Beliebtheit: Man zog scharfe Grenzen zwischen verschiedenen Kulturen (bis hin zu kontinentalen Kulturarealen), die sich häufig mit geographischen, politischen oder sprachlichen Grenzen deckten.
Spätestens seit den 1970er Jahren erkannten Ethnologen, dass die Abgrenzungen zwischen den Kulturen eher konstruiert als real waren und das damit häufig Bewertungen verbunden wurden. Tatsächlich fließende Übergänge wurden so als Gegensätze wahrgenommen. Diese Sichtweise fand regen Zuspruch in Öffentlichkeit und Politik. Insbesondere in Zeiten massenhafter Migration wurde so die kulturelle Andersartigkeit hervorgehoben und mit schwer zu überwindenden Grenzen versehen, während die viel größeren Gemeinsamkeiten kaum beachtet wurden. Ethnologen haben sich daher wieder weitgehend vom Begriff der Kultur(en) distanziert, während das politische Konzept unkritisch weiter verwendet wird und das Fremde betont.

„Es gibt zweifellos kulturelle Grenzen; sie sind aber nicht so beschaffen, dass sie Gruppen von Menschen eindeutig identifizieren und dass wir von diesen Gruppen als „Kulturen“ sprechen können.“

#### Der Kulturbegriff außerhalb des westlichen Denkens
Prinzipiell ist die Gegenüberstellung von Natur und Kultur ein typisch europäisches Ordnungsmuster. Die Ethnologie hat gezeigt, dass es keine Weltauffassung gibt, die von allen Menschen gleichsam verstanden wird. Die in der „modernen Welt“ als selbstverständlich betrachtete Dichotomie Natur ↔ Kultur ist nicht bei allen Völkern gegeben. So betrachten beispielsweise Amazonasindigene auch Tiere, Pflanzen, Naturerscheinungen und Naturgeister als Menschen. Sie existieren nach ihrer Vorstellung zeitweilig in einer anderen Form, sind jedoch ebenfalls vollwertige „Kulturwesen“.

#### Normative Verwendung des Begriffs
Verschiedene Fragen werden aufgeworfen, wenn der Begriff „Kultur“ nicht nur deskriptiv (beschreibend) verwendet wird, sondern auch normativ (vorschreibend) verwendet wird. In diesem Sinne bedeutet „Kultur“ nicht nur das, was tatsächlich vorgefunden wird, sondern auch das, was sein soll, beispielsweise Gewaltfreiheit.
Eine normative Verwendung des Kulturbegriffes ist in der Alltagssprache nicht unüblich, wie man beispielsweise daran hört, dass von einer „Kultur der Gewalt“ wenn überhaupt nur abwertend die Rede ist – eine solche Kultur wäre eine „Unkultur“. Häufig sind also moralische Maßstäbe mit dem Kulturbegriff verbunden. Dabei ergibt sich jedoch die Schwierigkeit, zu bestimmen, was sich etwa unter „Gewalt“ verstehen lässt und wann sie vermeidbar ist. Nicht nur haben verschiedene Kulturen unterschiedliche Auffassungen darüber, wann eine Handlung gewaltsam ist, sondern auch darüber, was durch die Gewalt überhaupt verletzt wird.

#### Der Kulturbegriff in der Biologie
Wie sehr auch immer ein Organismus sich an seine Umwelt anpasst: Eine genetische Vererbung der durch Lernen oder durch physische Anpassung individuell erworbenen Eigenschaften gilt als unmöglich, da die im Genom angelegten angeborenen Eigenschaften – abgesehen von wenigen epigenetischen Faktoren, deren Einflussbreite aber genomisch beschränkt ist – dadurch nicht verändert werden. Eine nichtgenetische (kulturelle) Vererbung ist jedoch prinzipiell möglich. Zum Beispiel indem ein Tier individuell erworbene Eigenschaften und Informationen, oder auch von anderen durch soziales Lernen erworbene Eigenschaften und Informationen an andere (z. B. die eigenen Nachkommen) weitergibt. „Die Übertragung von Informationen von einer Generation zur nächsten auf nichtgenetischem Wege wird im Allgemeinen als kulturelle Tradition bezeichnet.“ In der Verhaltensbiologie werden solche kulturellen Traditionen häufig als Kultur bezeichnet.
Kulturelle Traditionen gibt es beispielsweise bei vielen (allerdings nicht allen) Vogel-Spezies, bei denen die Jungtiere den arttypischen Gesang auf nichtgenetischem Wege von den Eltern lernen (vokale Nachahmung). Auch der Werkzeuggebrauch bei Tieren entspricht häufig – jedoch nicht immer – der Definition von kultureller Tradition. Die weitestreichenden Beispiele finden sich bei den Menschenaffen sowie den Raben und Krähen, da diese Spezies nicht auf einzelne Werkzeuge beschränkt sind – also innerhalb einer Art sogar mehrere Traditionen entwickeln können.

## Entstehung von Kultur

### Theorien der Kulturentstehung
Kulturentstehungslehren oder -theorien (Ätiologien der Kultur) existierten im alten Mesopotamien, im Iran, in Indien und in der griechischen und römischen Antike, und zwar sowohl in mythologischer als auch in rationalistischer Ausprägung. Es handelte sich meist um elaborierte Erzählungen über die Entstehung von Sprache, Dichtung, Musik, die Beherrschung des Feuers usw. Die frühen Kulturentstehungsmythen und -theorien propagierten entweder einen kontinuierlichen Fortschritt hin zu einer sicheren Gesellschaft oder aber die Entfernung von einem paradiesischen Urzustand mit dem moralischen Verfall als Kulturfolge (so bei Lukrez). 
Aus der Reihe fällt der Prometheus-Mythos: Hier ist die Kultur das Resultat einer Auflehnung gegen die Götter: Prometheus stiehlt den Göttern das Feuer und die technischen Fähigkeiten, weil sein Bruder Epimetheus bei deren Zuteilung für den Menschen nichts mehr übriggelassen hat, und schenkt dies dem Menschen. Ähnliches erzählt der Mythos der Māori um den Halbgott Māui. Solche und ähnliche Kulturheroen, die auch bei nordamerikanischen Völkern, in Afrika und Japan eine wichtige Rolle spielen, sind zwiespältige Figuren – von Ethnologen als Trickster bezeichnet – im Zwischenreich zwischen Göttern, Menschen, Tieren und Geistern. Sie verändern oft ihre Gestalt, sind Diebe und Betrüger, täuschen, spalten und verwirren und entziehen sich allen Normen, vermitteln aber wichtige Kulturelemente. In der nordischen Mythologie entspricht Loki am ehesten dem Bild des Tricksters; er gilt als Erfinder des Fischernetzes. Im Kalevala werden die beiden Kulturhelden Ilmarinen (der Schmied) und Väinämöinen (der Sänger und Erfinder der Kantele) positiv dargestellt. 
In der christlichen Tradition wird die Kulturentstehung vom Feigenblatt bis hin zum Ackerbau eher als Strafe Gottes betrachtet oder ist eng mit der Erbsünde verbunden wie für Avitus. So werden nach dem Mord Kains an Abel Kains Nachkommen dazu verurteilt, als Nomaden, Musiker oder Eisenschmiede zu arbeiten. Für Prudentius hingegen stellt das Christentum den Höhepunkt in der Entwicklung Roms dar, dessen heidnischen Urzustand er negativ sieht: Der Mensch erschafft oder sucht sich das aus, was sein Leben verbessert. Dazu gehört neben Technik und Wirtschaft auch das Christentum.
Erzählungen über die Genese einzelner Kulturtechniken gibt es auch bei frühen Stammesgesellschaften.

### Biologische Voraussetzungen und Umweltbedingungen

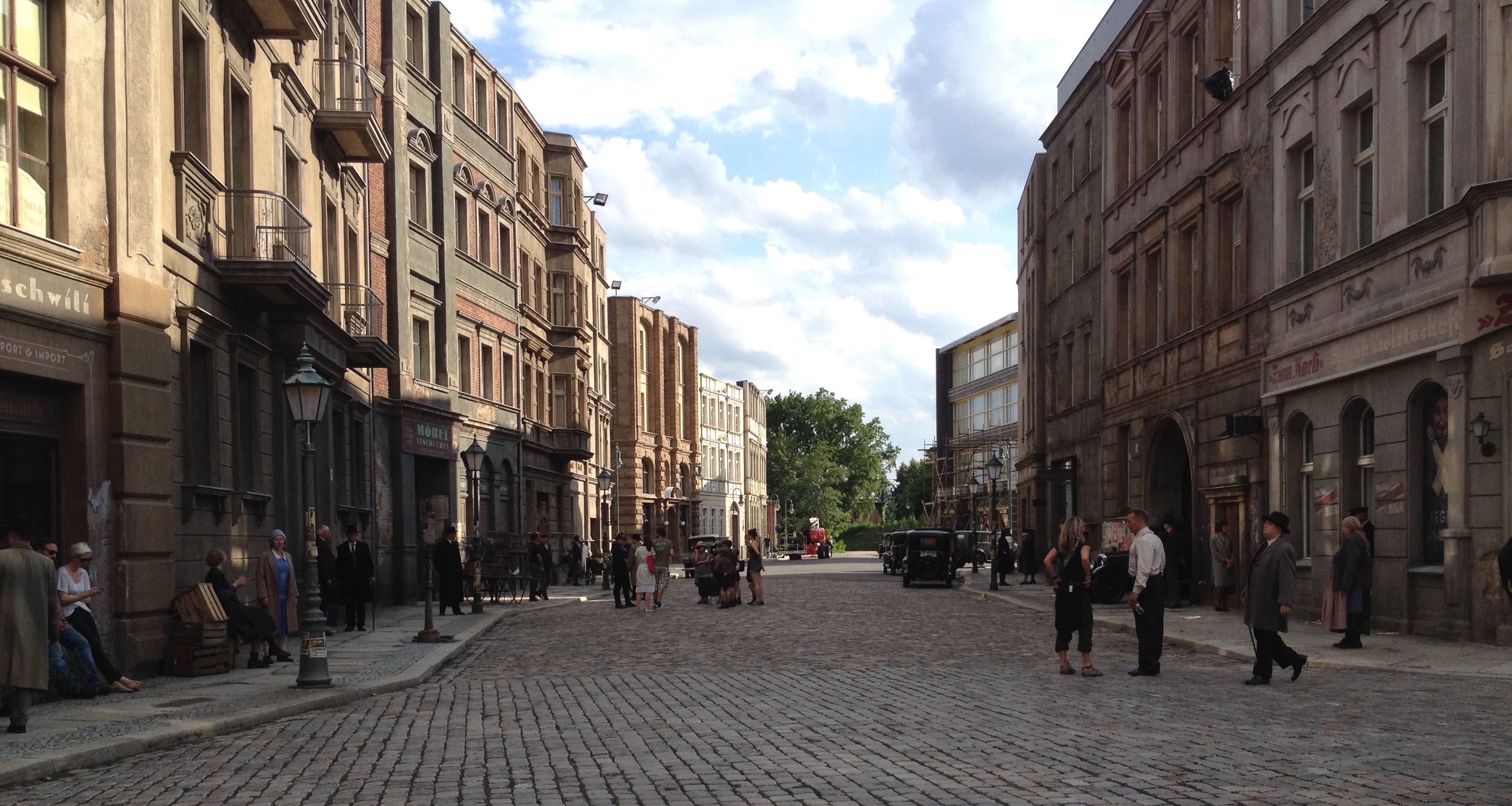
Dreharbeiten zur Serie Babylon Berlin. Film ermöglicht die symbolische Repräsentation durch zahlreiche künstlerische Disziplinen

Mit der soziokulturellen Evolution des Menschen, die durch geistige Fähigkeiten wie Sprache, Ideen, Verständnis von Raum und Zeit sowie die Bildung von Verhaltensregeln ermöglicht wird, entstand eine Art gesellschaftlicher „Superorganismus“, der sich in vielerlei Hinsicht von der biologisch-genetischen Evolution löste und völlig neue, vergleichsweise sehr schnell wandelbare Strategien „kulturellen Überlebens“ hervorbrachte. Die Dynamik von Sozialsystemen kann durch die klassische Evolutionstheorie nicht erklärt werden.
Unterschiedliche Kulturbegriffe erschweren die Identifikation der notwendigen biologischen Voraussetzungen. Dem australischen Archäologen Iain Davidson zufolge sei es sogar möglich, dass Kultur im Sinne sozialen Lernens in beinahe allen ausreichend sozial lebenden Arten nachweisbar wäre, sofern diese angemessen untersucht würden. Dies hätte Auswirkungen für die Arbeitsweise der Archäologie, da das Vorfinden von „Kultur“ in frühzeitlichen Menschen dann vor allem über die Art sozialer Interaktion zu diesem Zeitpunkt menschlicher Evolution informieren würde.
Das Selbstbewusstsein der psychischen Akte eröffnet dem Menschen die Veränderbarkeit seiner selbst und der Welt: Die Dinge sind nicht unveränderlich gegeben, sondern es bildet sich ein Verständnis des Möglichen. Durch die symbolische Repräsentation lassen sich Möglichkeiten durchspielen und Dinge kombinieren. Der Mensch steht in einem offenen Verhältnis zu seiner Umwelt, die ihn und seine Handlungen nicht linear determiniert (vorausbestimmt), sondern er kann relativ frei auf sie reagieren. Die günstigen klimatischen Bedingungen der letzten 10.000 Jahren (erdgeschichtlicher Abschnitt des Holozän) haben es seit der letzten Eiszeit ermöglicht, dass sich Zivilisationen entwickeln konnten. Durch Ackerbau, Arbeitsteilung und Bevölkerungswachstum (siehe Neolithische Revolution), konnten sich Gesellschaften ausdifferenzieren, die Wissenschaft und Künste hervorbrachten.

### Kultur als Bewältigung
Die Frage nach den Urbedürfnissen
Der Mensch sieht sich gegenüber der natürlichen Umwelt vielen Herausforderungen und Gefahren gegenübergestellt und ist wie jedes Lebewesen darauf angewiesen, seine biologisch-physiologischen Bedürfnisse aus seiner natürlichen Umwelt heraus zu befriedigen. So versuchte beispielsweise Bronisław Malinowski, im historischen Rückblick die an den Menschen gestellten Herausforderungen als „Grundbedürfnisse“ des Menschen freizulegen. Anhand von historischen Vergleichen versuchte er eine endliche Zahl solcher Grundbedürfnisse freizulegen, aus welchen sich dann alles menschliche Tun erklären ließe. Auch funktionalistisch-evolutionistische Kulturtheorien etwa sehen in den verschiedenen Kulturtechniken allein Mittel, die dem Zweck des Überlebens dienen. Kultur wäre dann die Befriedigung der immer gleichen menschlichen Bedürfnisse.
Es kann jedoch nicht ohne Weiteres davon ausgegangen werden, dass Kulturerzeugnisse lediglich Urbedürfnisse des Menschen befriedigen. Dies wird etwa am modernen Verkehrswesen deutlich: So ermöglichen es neue technische Verkehrsmittel nicht nur, größere Entfernungen zu überwinden, sondern es wird mit ihnen zugleich gesellschaftlich notwendig, immer größere Entfernungen zurückzulegen. Daher kann nicht ohne Weiteres davon gesprochen werden, dass etwa das Flugzeug ein Urbedürfnis nach Interkontinentalflügen befriedigt. Kulturinstitutionen sind daher nicht allein eine Antwort auf Anforderungen durch die Natur oder auf natürliche Bedürfnisse, sondern auch eine Reaktion auf durch sie selbst hervorgebrachte Strukturen; sie erfordern neue Institutionen (Malinowski), weshalb ihnen wesentlich eine Selbstbezüglichkeit eingeschrieben ist. So bedient etwa auch die moderne Kulturindustrie mit Musik, Kino und Fernsehen keine überlebenswichtigen Bedürfnisse, sondern stellt eine Eigenwelt dar, welche gewisse Bedürfnisse erst hervorbringt.
Für Sigmund Freud schützt die Kultur den Menschen vor der Natur; durch sie entfernt sich der Mensch von seinen tierischen Ahnen. Sie ist kein Sinngebungsversuch, sondern ein vermittelnder Faktor zwischen dem drängenden Lustprinzip und den Anforderungen der Außenwelt. Verstehen lässt sie sich als System kollektiver Einschränkungen, das den Menschen zugleich Sicherheit und Ordnung garantiert. Insbesondere die Künste gelten Freud als „milde Narkose“, als „Befriedigung [] aus Illusionen“, ein symbolisches Hilfsprogramm also, dessen Illusionscharakter man zwar erkennt, ohne sich jedoch dadurch „im Genuss stören zu lassen“. Freud unterscheidet dabei drei Formen kultureller Ablenkung, die er mit den Namen und Werken von drei Schriftstellern assoziiert:
- die Voltairesche Geringschätzung des Elends (wie in seinem Roman Candide oder der Optimismus)
- die Fontane’sche Verringerung des Elends durch weise Resignation und Kunst (wie am Ende von Effi Briest)
- die von Wilhelm Busch empfohlene Unempfindlichkeit gegenüber dem Elend durch Einnahme von Likör (wie in Die fromme Helene).[59]

Demgegenüber hält Freud Religion für eine kulturelle Illusion, die nicht durchschaut wird.
Dass mit Kulturleistungen eine Freude am Entdecken, am Erfinden und Schaffen von Neuem einhergeht, die nicht auf einen unmittelbaren Nutzen zielt, lässt sich gut ablesen am Werk des Kulturphilosophen Ernst Cassirers und dessen Auseinandersetzung mit der Renaissance. Hierbei ist vor allem zu bedenken, dass gerade technische Neuerungen in der Renaissance nicht allein der besseren Bearbeitung der Natur dienten und also der Befriedigung grundlegender Bedürfnisse, sondern zu großem Teil in der Kunst zum Einsatz kamen. 
Formgebung und Ordnung von zufällig und unstrukturiert Gegebenem
Funktionalistische Theorien, die alles Tun des Menschen auf sein Überleben hin interpretieren, übergehen den sinngebenden Charakter menschlicher Kulturtätigkeit. Kultur schafft auch Sinnstrukturen und Ordnungssysteme, die dem zufällig (Kontingenten) und ungeordnet Gegebenen einen Ort in der Welt des Menschen verschaffen. Das heißt, der Mensch versucht im Prozess der Kultur dem Zufälligen und Ungeordneten eine Struktur zu geben, es wiedererkennbar, symbolisch kommunizierbar oder nutzbar zu machen. Dabei ist Kultur gegenüber den Ansprüchen und Herausforderungen, denen sich der Mensch gegenübersieht, stets im Verzug, sie ist nachträgliche Kontingenzbewältigung.
Einbindung in stets schon vorhandene Sinnstrukturen und Formverhältnisse
Werden außergewöhnliche Ereignisse kulturell vom einzelnen Menschen oder einer Gruppe verarbeitet, so findet dies nicht im luftleeren Raum statt. Zur Bewältigung werden tradierte Sinn- und Formverhältnisse, Denkweisen und Praktiken herangezogen, die aber ihrerseits kontingent sind, d. h., nicht notwendig für alle menschlichen Kulturen genau in dieser Form entstehen mussten. Damit kann keine allgemeine und für alle menschlichen Lebensgemeinschaften gleich verlaufende Kulturentwicklung nachgezeichnet oder vorausgesagt werden. Dies zeigt sich beispielsweise daran, dass selbst Symbolsysteme mit universalem Anspruch wie die Mathematik in unterschiedlichen Kulturen verschiedene Ausprägungen erfahren haben (siehe auch Geschichte der Mathematik).

### Kultur als symbolische Sinnerzeugung

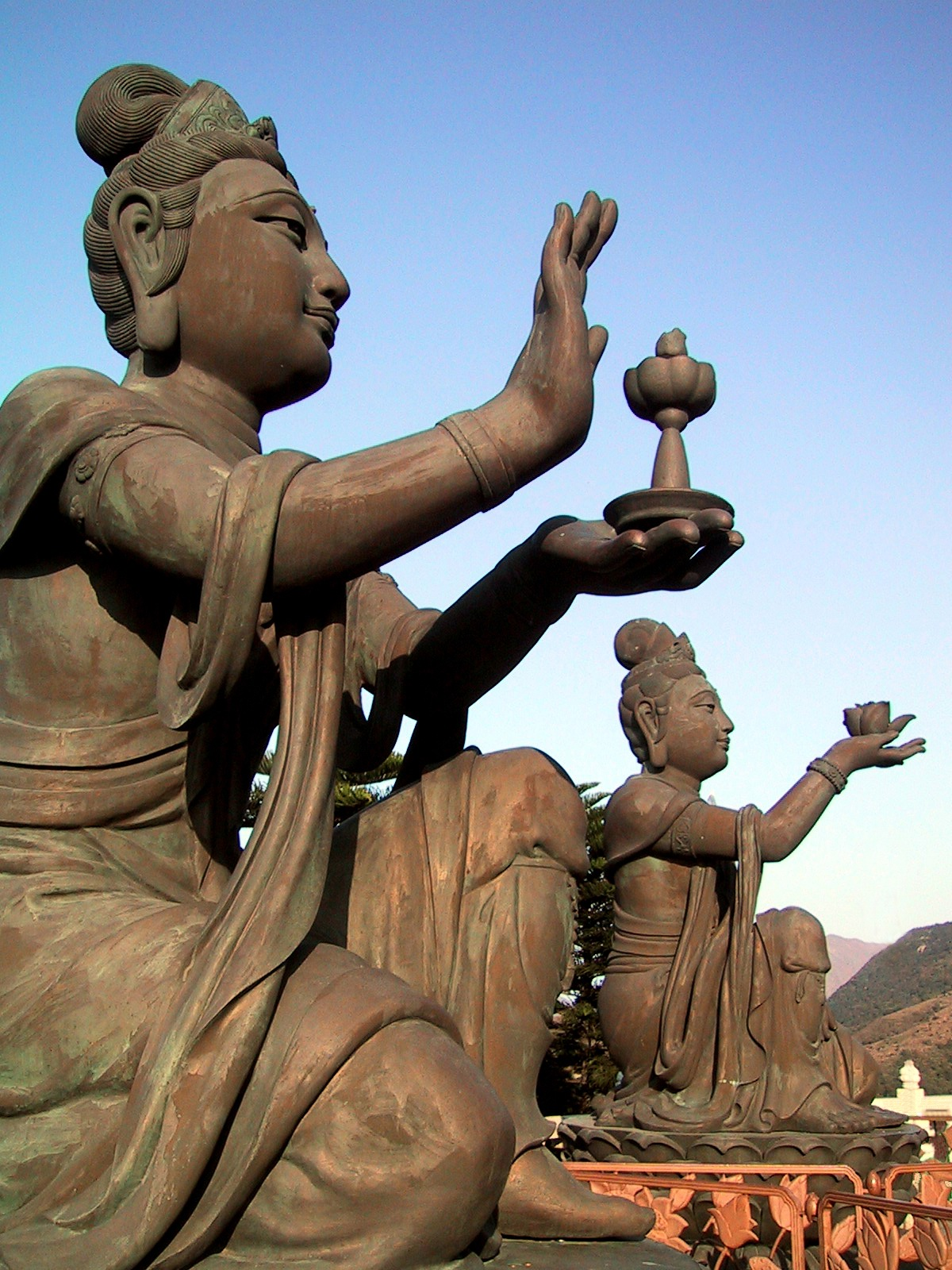
Buddhistische Statuen

Kultur als symbolischer Bezug zur Welt
Wenn der Mensch sich auf sich selbst oder auf seine Umwelt bezieht, so tut er dies nicht nur durch seine leiblichen Sinne, sondern vor allem mittels Symbolen. Anders als bei Tieren, deren Verhaltensmuster und Reaktionen instinktiv vorgeschrieben oder konditioniert sind, kann sich der Mensch mit Hilfe von Symbolen, beispielsweise mit Wörtern, auf die Dinge in der Welt beziehen. Symbole machen die Dinge handhabbar, indem sie diese unter gewissen Gesichtspunkten darstellen. Der Mensch kann die Natur durch mathematische Symbole beschreiben oder durch dichterische Worte besingen, er kann sie malen oder tanzen, in Stein hauen oder im Text beschreiben. Einzelne Dinge erscheinen ihm unter religiösen, wissenschaftlichen, weltanschaulichen, ästhetischen, zweckrationalen oder politischen Gesichtspunkten, werden also stets in ein größeres Ganzes eingebunden, in dem ihnen eine Bedeutung zukommt. Dies macht die kulturelle Welt des Menschen aus.
Symbolisierung als Formgebung
Als früheste und wichtigste Arbeiten, welche die Bedeutung von Zeichen und Symbolen für menschliche Sprache und Denken herausstellen, gelten die Werke von Charles S. Peirce, der eine Zeichentheorie als erweiterte Logik entwickelt, und Ferdinand de Saussure, der die Semiotik als allgemeine Sprachwissenschaft etabliert hat. Es war dann Ernst Cassirer, der in den 1920er Jahren eine Kulturphilosophie entwickelte, die den Menschen als symbolisches Wesen begreift. Anders als Peirce und Saussure setzte Cassirer dabei nicht bei Gedanken und Bewusstsein des Menschen an, sondern bei dessen praktischem Weltbezug. Der Mensch verhält sich also zur Welt nicht bloß theoretisch, sondern steht in einem leiblichen Verhältnis zu ihr. Kulturtätigkeit des Menschen ist daher stets ein Gestalten, Formen und Bilden von Dingen.
Die elementare Form der Gestaltung ist dabei die Abgrenzung oder Perspektivierung. Da jede Wahrnehmung nur einen Teil der Wirklichkeit erfasst, ist damit schon jegliches Wahrnehmen gestaltend: Im Sehen beispielsweise wird der Hintergrund abgeblendet und der Fokus auf das davorliegende Objekt gerichtet. Erst durch diese Abgrenzung (Prägnanzbildung) kann das Objekt symbolisch erfasst werden als dieses oder jenes. Dabei verhält sich der Mensch nicht passiv. Vielmehr bringt erst sein Tun und Handeln jene Welt der symbolischen Gestalten hervor, die seine Kultur ausmacht. Nichts in der Welt ist also an sich gegeben, die Welt ist kein Sammelsurium von einfach Vorhandenem, sondern all die uns vertrauten Sachen entspringen erst der Kulturtätigkeit des Menschen, seinem Tun:

„Die grundlegenden Qualitäten des Tastsinns – Qualitäten wie ›hart‹, ›rauh‹ und ›glatt‹ – [entstehen] erst kraft der Bewegung […], so daß sie, wenn wir die Tastempfindung auf einen einzelnen Augenblick beschränkt sein lassen, innerhalb dieses Augenblicks als Data gar nicht mehr aufgefunden werden können.“

Gestalten vollzieht sich für Cassirer stets in Verbindung mit einem sinnlichen Gehalt. Jede Formgebung geschieht also in einem Medium: Sprache braucht den Klang, Musik den Ton, der Maler die Leinwand, der Bildhauer den Stein, der Schreiner das Holz. Diesen Kerngedanken fasst Cassirers Formulierung der symbolischen Prägnanz: In einem Medium wird eine prägnante Form herausgearbeitet, die sich dann symbolisch auf anderes beziehen kann.

„Unter ‚symbolischer Prägnanz‘ soll also die Art verstanden werden, in der ein Wahrnehmungserlebnis, als ‚sinnliches‘ Erlebnis, zugleich einen bestimmten nicht-anschaulichen ‚Sinn‘ in sich faßt und ihn zur unmittelbaren konkreten Darstellung bringt.“

Wenn Prägnanzbildung sich immer immanent in einem Medium vollzieht, dann kann von einer immanenten Gliederung gesprochen werden: Die Eigenschaften des Mediums bestimmen zugleich die Möglichkeiten zur Formgebung und zum Sinngehalt. Das Symbol ist also nicht gänzlich beliebig, sondern entwickelt sich in steter Beziehung zur Widerständigkeit der Welt, an welcher der Mensch sich abarbeitet: Holz kann nicht in Form gegossen werden, sondern verlangt einen bestimmten Umgang mit ihm, Wörter sind nicht minutenlang, sondern sind von einer Kürze, die sie im Alltag erst gebrauchbar macht. Warnsignale sind laut und grell, Liebesgeflüster ist leise und zart, so dass es dem Ohr schmeichelt. Cassirer spricht bezüglich des Gesichtssinns davon, dass sich „im Sehen und für das Sehen“ Gestalt ausbildet, denn jedem Sehprozess geht immer schon eine Gestaltung voraus, die auch das neu Erfasste bestimmt. (Siehe Absch. Raumwahrnehmung.) Die immanente Gliederung des sinnlichen Gehalts ist Voraussetzung dafür, dass die Welt nicht als formlos-unbestimmte Masse begegnet: durch Verdichtung und Herauslösung bilden sich Formen, Gestalten, Kontraste, die durch Fixierung zu einer Identität gegenüber anderen Wahrnehmungsinhalten gelangen. Erst hierdurch „zerfließt“ die Welt nicht. Damit die Formen und Gestalten aber zu einer Dauerhaftigkeit kommen und sich „aus dem Strom des Bewusstseins bestimmte gleichbleibende Grundgestalten teils begrifflicher, teils rein anschaulicher Natur“ herausheben, braucht es eine anschließende Repräsentation. Damit tritt „an die Stelle des fließenden Inhalts […] eine in sich geschlossene und in sich beharrende Form.“
Nicht alles, was dem Menschen begegnet, wird von ihm sogleich zur Darstellung gebracht. Damit sich durch Prägnanz ein zwischenmenschlich handhabbares Symbol bilden kann, ist nötig:
- Rekognition (Wiedererkennung): Nur was sich mehrmals wiederholt erfassen lässt, kann Symbol werden.
- Präsentation: Anwesenheit des Physikalisch-Sinnlichen; Symbolisierung braucht ein stoffliches Medium.
- Retention: Das Erlebnis bleibt für eine gewisse Dauer im Bewusstsein und entschwindet nicht sogleich wieder.
- Repräsentation: Die Beziehung, die Darstellendes und Dargestelltes verbindet: Sie ist für Cassirer eine grundlegende Leistung des Bewusstseins und vollzieht sich als eine ständige Bewegung zwischen beiden.

Universalität der Symbole
Symbole sind universelle Bedeutungsträger. Das heißt, es kann einerseits alles irgendwie Geformte zum Symbol werden, und andererseits lassen sich Symbole beliebig von einer Bedeutung hin zu einer anderen verschieben. Während zwar auch Tiere etwa Warnschreie haben, durch die sie Artgenossen auf Gefahr aufmerksam machen, bleiben diese jedoch immer an die konkrete Situation gebunden. So führen tierische Signale stets zu der gleichen Reaktion der Artgenossen oder bleiben, wenn sie außerhalb des gewöhnlichen Zusammenhangs geäußert werden, für die anderen unverständlich. Menschliche Symbole hingegen, wie etwa das Wort, sind universell einsetzbar und auf verschiedene Dinge oder Situationen übertragbar.
Einbettung der Symbole in ein Sinnganzes
Wenn sich in der Formgebung etwas herausbildet, das dann für den Menschen von Bedeutung ist, wird nicht einfach ein beliebiger Sinn zum Wahrnehmungsinhalt hinzugesetzt, sondern das Wahrgenommene wird in ein Sinnganzes eingebettet:

„Vielmehr ist es die Wahrnehmung selbst, die kraft ihrer eigenen immanenten Gliederung eine Art von geistiger ‚Artikulation‘ gewinnt – die, als in sich gefügte, auch einer bestimmten Sinnfügung angehört. […] Diese ideelle Verwobenheit, diese Bezogenheit des einzelnen, hier und jetzt gegebenen Wahrnehmungsphänomens auf ein charakteristisches Sinn-Ganzes, soll der Ausdruck ‚Prägnanz‘ bezeichnen.“

Obwohl von dieser Fähigkeit des Menschen jegliche Formgebung abhängt, gibt es historisch keinen „absoluten Nullpunkt“ der symbolischen Prägnanz, keinen Zustand der völligen Formlosigkeit, denn Ausgangspunkt ist die „physiognomische“ Weltwahrnehmung des mythischen Bewusstseins. Für das mythische Bewusstsein zeigt sich die Welt in mimetischen Ausdrucksmomenten. Diese sind affektiv wirksam und ragen ihrem Ursprung nach noch in die tierische Welt hinein. Sie bieten Anknüpfungspunkte für jede weitere Formgebung.
Durch Symbole werden sinnliche Einzelinhalte zu Trägern einer allgemeinen geistigen Bedeutung geformt. Die Formgebung läuft somit zugleich mit der sinnlichen Wahrnehmung ab.

„Unter einer ‚symbolischen Form‘ soll jede Energie des Geistes verstanden werden, durch welche ein geistiger Bedeutungsgehalt an ein konkretes sinnliches Zeichen geknüpft und diesem Zeichen innerlich zugeeignet wird.“

Mit der Formgebung geht gleichzeitig eine Sinngebung einher, erst Formen lassen Bezüge und Strukturen in der Welt erkennen. Symbolische Formen sind somit Grundformen des Verstehens, die universell und intersubjektiv gültig sind, und mit denen der Mensch seine Wirklichkeit gestaltet. Kultur ist die Art und Weise, wie der Mensch durch Symbole Sinn erzeugt. Symbole entstehen also stets in Verbindung zur Sinnlichkeit, haben aber einen Sinn, der über diese hinaus verweist:

„Jeder noch so ‚elementare‘ sinnliche Inhalt ist […] niemals einfach, als isolierter und abgelöster Inhalt ‚da‘; sondern er weist in eben diesem Dasein, über sich hinweg; er bildet eine konkrete Einheit von ‚Präsenz‘ und ‚Repräsentation‘.“

Kultur als ein Geflecht von symbolischen Beziehungen: „Kultur als Text“
Besonders anschaulich lässt sich die Einbettung einzelner Symbole in ein übergeordnetes Ganzes fassen, wenn man Kultur metaphorisch als „Text“ beschreibt. So wie ein einzelnes Wort in einem Satz erst seine genaue Bedeutung erhält, erhalten auch Gesten, Bilder, Kleidung und andere ihre Bedeutung erst im Gesamtzusammenhang einer Kultur. Max Weber bestimmte bereits 1904 Kultur als ein Gewebe von Zeichen:

„‚Kultur‘ ist ein vom Standpunkt des Menschen aus mit Sinn und Bedeutung bedachter endlicher Ausschnitt aus der sinnlosen Unendlichkeit des Weltgeschehens.“

„Kultur“ ist damit für Weber alles: „Eine Kulturerscheinung ist die Prostitution so gut wie die Religion oder das Geld.“ In neuerer Zeit hat Clifford Geertz seinen Kulturbegriff an Weber angeschlossen:

„Der Kulturbegriff, den ich vertrete und dessen Nützlichkeit ich in den folgenden Aufsätzen zeigen möchte, ist wesentlich ein semiotischer. Ich meine mit Max Weber, daß der Mensch ein Wesen ist, das in selbstgesponnene Bedeutungsgewebe verstrickt ist, wobei ich Kultur als dieses Gewebe ansehe. Ihre Untersuchung ist daher keine experimentelle Wissenschaft, die nach Gesetzen sucht, sondern eine interpretierende, die nach Bedeutungen sucht.“

Der Mensch lässt sich daher als dasjenige Wesen beschreiben, das durch Formgebung den Dingen eine Bedeutung verleiht, indem es sie einem Gesamtzusammenhang einordnet. Die Auffassung, dass Kultur ein Zeichensystem sei, bestimmt daher die meisten modernen anthropologischen, soziologischen, literaturwissenschaftlichen und philosophischen Kulturtheorien. In diesem Zusammenhang hat sich der stehende Begriff von „Kultur als Text“ etabliert. Während allerdings Cassirer seinen Kulturbegriff an das praktische Tätigsein des Menschen und dessen Umgang mit der Welt knüpft, birgt hingegen die pointierte Metapher von „Kultur als Text“ die Gefahr einer Verengung des Kulturbegriffs und führt dazu, dass kulturelle Phänomene nur noch von ihrer sprachlichen Seite her in den Blick genommen werden.

### Tradition und kulturelles Gedächtnis
Menschliche Gesellschaften sind für ihr Überleben und ihre Bedürfnisbefriedigung auf ihre kulturellen Fähigkeiten angewiesen. Damit diese auch folgenden Generationen zur Verfügung stehen, muss eine Generation ihre Praktiken, Normen, Werke, Sprache, Institutionen an die nächste Generation überliefern. Diese Traditionsbildung ist als anthropologisches Grundgesetz in allen menschlichen Gesellschaften anzutreffen.
Dieses kulturelle Gedächtnis ist in vielen Kriegen und bewaffneten Konflikten eines der Primärziele und damit von Zerstörung bedroht. Oft soll dabei bewusst gerade das kulturelle Erbe des Feindes nachhaltig beschädigt oder gar vernichtet werden. Nationale beziehungsweise internationale Koordination hinsichtlich militärischer und ziviler Strukturen zum Schutz von kulturellen Identitäten einer Gesellschaft bzw. der Weltgemeinschaft betreibt das Internationale Komitee vom Blauen Schild als Partnerorganisation der UNESCO.
Anthropologische Voraussetzungen der Traditionsbildung
Den Anreicherungsprozess von Wissen durch Traditionsbildung hat in neuerer Zeit Michael Tomasello aus anthropologischer Sicht als „Wagenheber-Effekt“ beschrieben: Mit jeder Generation kommen etwas Wissen und kulturelle Fähigkeiten hinzu. In der Traditionsbildung zeigt sich für Tomasello ein Hauptunterscheidungsmerkmal des Menschen gegenüber dem Tier, das keine Wissensweitergabe durch Nachmachen kennt. Zwar können beispielsweise Affen ihre Artgenossen nachahmen, aber sie sind nicht dazu in der Lage diese als intentionale Wesen zu erkennen, d. h. als Wesen, die bei ihrem Tun einen bestimmten Zweck im Sinn haben. Es gelingt ihnen daher nicht, den Sinn hinter einer Handlung nachzuvollziehen und diese in der zum Gelingen notwendigen Weise selbst auszuführen. Stattdessen bilden sie nur spiegelbildlich die Bewegungen ihrer Artgenossen ab und kommen somit nur zu zufälligen Erfolgen.
Sprache als Medium des kulturellen Gedächtnisses
Damit die Überlieferung der kulturellen Gehalte gelingt, bedarf es einer regelmäßigen Wiederholung dessen, was überliefert werden soll, beispielsweise eines bestimmten Rituals zu einer bestimmten Jahreszeit. Eine wesentliche Form der Wiederholung ist nicht nur die tatsächliche Ausübung dessen, was tradiert wird, sondern auch die Fixierung in der Sprache, also die Einbettung in ein Symbolsystem. Sprache ist daher ein vorrangiges Medium der Überlieferung, welches auch jede nichtsprachliche Weitergabe von Wissen begleitet.
Folgen der Schriftkultur

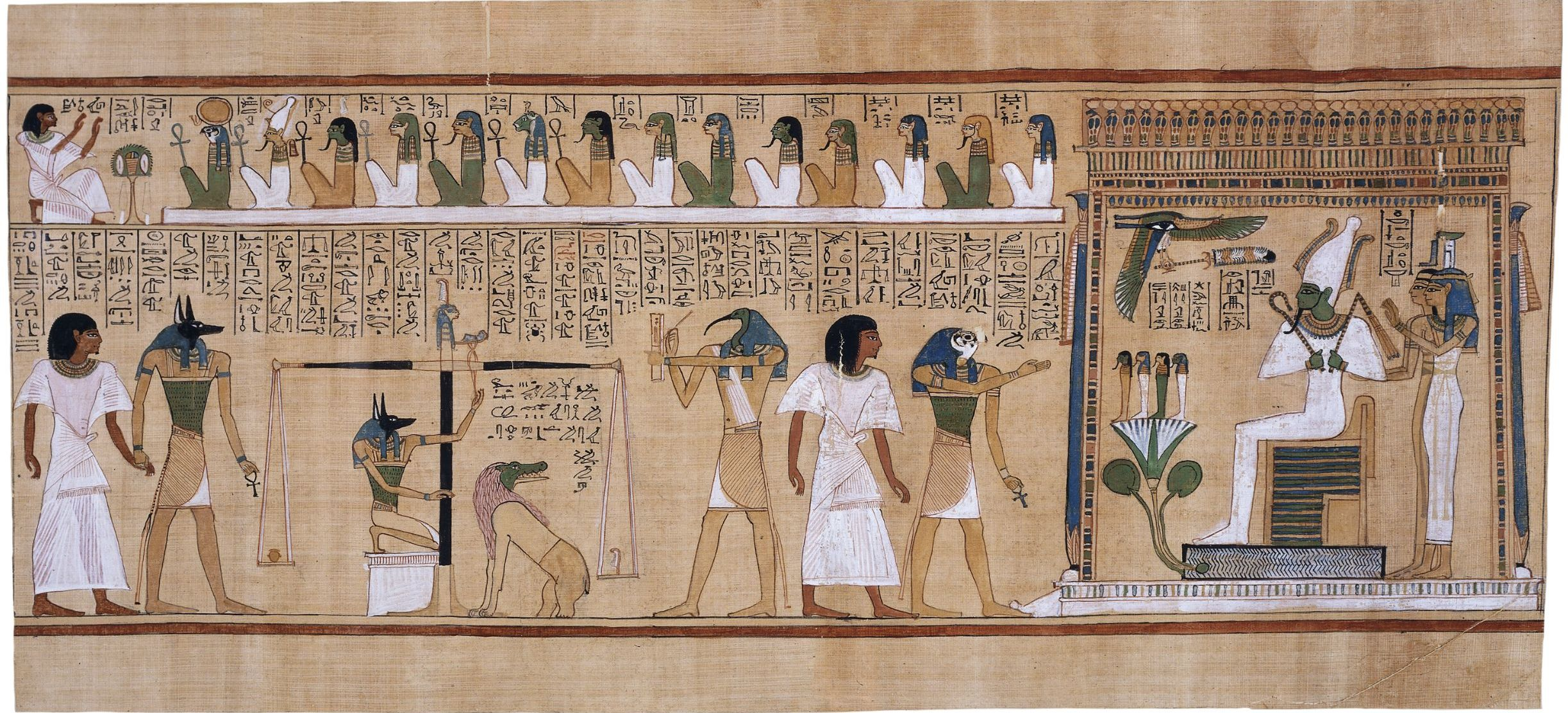
Erst die schriftliche Fixierung von Ereignissen ermöglicht es, diese auch nach einigen Generationen noch mit der mündlichen Überlieferung abzugleichen.

Ist die mündliche Sprache das einzige Medium, in das sich das kulturelle Gedächtnis einschreibt, dann ist die Überlieferung stets von einer Verfälschung bedroht. Denn werden Sagen, Mythen und Abstammungslinien lediglich mündlich weitergegeben (orale Tradition), dann können sich die erzählten Geschichten mit der Zeit unmerklich verändern oder bewusst verändert werden. So rechtfertigen in den meisten frühen Kulturen die Erzählungen über Abstammungslinien und Herrschergeschlecht die aktuellen sozialen Verhältnisse. Nun kann es aber vorkommen, dass beispielsweise durch den plötzlichen Tod des Herrschers eine andere Familie diesen Platz besetzt. In der Absicht, diese neuen Verhältnisse zu rechtfertigen, können Kulturen, die allein auf eine mündliche Überlieferung angewiesen sind, die die Herrschaft rechtfertigenden Erzählungen den neuen Verhältnissen anpassen. Dies führt dann zu einer Stabilisierung der neuen Ordnung. Dieser Vorgang kann als „homöostatische Organisation der kulturellen Tradition“ bezeichnet werden. Erst mit der Schrift steht einer Kultur ein Medium zur Verfügung, welches die Nachprüfbarkeit der überlieferten Inhalte ermöglicht. So ist beispielsweise in Streitfällen nachlesbar, welcher Familie die Abstammung vom Göttergeschlecht zugesprochen wird. Damit bringt die Schrift den größten Einschnitt innerhalb der kulturellen Entwicklung des Menschen, sie stellt eine Revolution dar, die – außer der Erfindung des Buchdrucks mit beweglichen Lettern – auch von folgenden Aufschreibesystemen wie Grammophon, Film und Computer nicht mehr erreicht wird.

## Aspekte kulturellen Lebens
Der Vergleich der folgenden Kulturelemente hat zu verschiedenen Versuchen geführt, geographische Räume zu definieren, in denen ähnliche, abgrenzbare Kulturen konstatiert werden können. Die so entstehenden Kulturareale sind zwar aus verschiedenen Gründen umstritten, bilden jedoch eine Möglichkeit, die kulturelle Vielfalt der Welt zu strukturieren, um einen groben Überblick zu erhalten.

### Tradition
Identität und Tradition
Die Identitätsbildung einer Gruppe ist stark mit der in ihr lebendigen Tradition verknüpft. Die soziale Gruppe prägt dadurch auch die Kultur. So bestimmen viele Traditionslinien der Religionen auch die Identität der ihnen angehörenden Mitglieder durch gemeinsame Zeremonien und Rituale. Daher kann „Tradition […] definiert werden als eine auf Dauer gestellte kulturelle Konstruktion von Identität.“
Verhältnis zu anderen Traditionen
Oft geht mit der eigenen Tradition ein Anspruch auf Wahrheit einher, weshalb andere Traditionen als unverständlich und seltsam empfunden werden. Während die eigene Tradition keiner Begründung bedarf, gilt die andere als nicht begründungsfähig. Bei einem solchen Zusammentreffen kann es entweder zur Abschottung gegen das Fremde kommen, zur Übernahme einzelner fremder Elemente (Synkretismus) oder aber auch zu ersten Ansätzen einer Traditionskritik, welche die eigenen Riten, Sitten, Gebräuche und Normen in Frage stellt. Eine einschneidendere Situation tritt ein, wenn im Dialog mit der anderen Tradition nach einer gemeinsamen Geltungsgrundlage gesucht wird. Da jede Tradition für sich das Alter ihrer Herkunft geltend macht, kann dies nicht als Maßstab dienen. Damit wird aber das erste Mal Tradition an sich zum Thema und Gegenstand der bewussten Auseinandersetzung. Damit kann Tradition in Zweifel gezogen werden, weil sie nur Tradition ist.
Traditionskritik
Die im Abendland historisch frühste Traditionskritik vollzieht sich in den Anfängen der griechischen Philosophie, wenn nämlich in den Platonischen Dialogen es den Verfechtern der Tradition nicht gelingt, ihre eigene Position philosophisch zu begründen. Auch in der Zeit vom 16. bis zum 18. Jahrhundert übernimmt die Philosophie die führende Rolle in der Traditionskritik, vor allem im Zeitalter der Aufklärung. Die Aufklärer kritisieren das mit Fehlern behaftete Überlieferungsgeschehen der heiligen Schriften und setzen ihm die ewig gültigen Gesetze der Vernunft entgegen. Im Naturrecht wird nach natürlichen Gesetzen gesucht, auf deren Grundlage das traditionelle Recht kritisiert werden kann. Mit der Französischen Revolution wird erstmals erkannt, dass Gesellschaften von Grund auf veränderbar, revolutionierbar, sind. In der Kunst tobt der Streit der Alten und der Neuen (frz. querelle des anciens et des modernes) welchem das Gegensatzpaar von Tradition und Moderne entspringt. Dieser Gegensatz machte allerdings auch dafür blind, dass die moderne Gesellschaft ihrerseits eine Tradition der Zweckrationalität und Wertrationalität hat, ihre Festschreibung auf Wandel statt wie in traditionellen Gesellschaften auf Stabilität.
Traditionstheorien

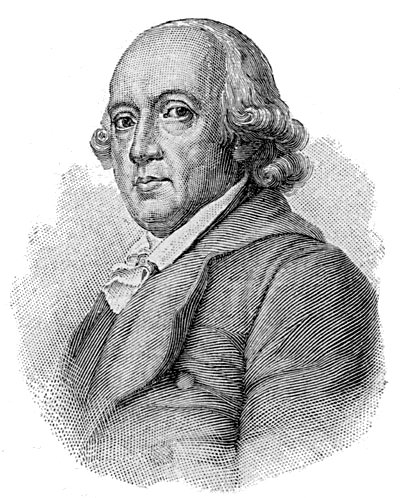
Herder sieht als einer der Ersten das Principium der Tradition

Neben Ansätzen bei Giambattista Vico (1668–1744) liefert Gottfried Herder in seinen Ideen zur Philosophie der Geschichte der Menschheit 1784 eine erste Traditionstheorie:

„Hier also liegt das Principium zur Geschichte der Menschheit, ohne welches es keine solche Geschichte gäbe. Empfinge der Mensch alles aus sich und entwickelte es abgetrennt von äußern Gegenständen, so wäre zwar eine Geschichte des Menschen, aber nicht der Menschen, nicht ihres ganzen Geschlechts möglich. Da nun aber unser spezifische Charakter eben darin liegt, daß wir, beinah ohne Instinkt geboren, nur durch eine lebenslange Übung zur Menschheit gebildet werden, und sowohl die Perfektibilität als die Korruptibilität unsres Geschlechts hierauf beruhet, so wird eben damit auch die Geschichte der Menschheit notwendig ein Ganzes, d. i. eine Kette der Geselligkeit und bildenden Tradition vom ersten bis zum letzten Gliede.“

Durch Tradition und Kultur vollzieht sich also eine Überformung des Menschen, die Herder eine „zweite Genesis des Menschen“ nennt und mit Lessing eine „Erziehung des Menschengeschlechts“. Indem Herder die Kette der Tradition zurückreichen lässt bis zu ihren Anfängen wertet diese zugleich auf:

„Wollen wir diese zweite Genesis des Menschen, die sein ganzes Leben durchgeht, von der Bearbeitung des Ackers Kultur oder vom Bilde des Lichts Aufklärung nennen, so stehet uns der Name frei; die Kette der Kultur und Aufklärung reicht aber sodann bis ans
Ende der Erde. Auch der Kalifornier und Feuerländer lernte Bogen und Pfeile machen und sie gebrauchen; er hat Sprache und Begriffe, Übungen und Künste, die er lernte, wie wir sie lernen; sofern ward er also wirklich kultiviert und aufgekläret, wiewohl im niedrigsten Grade. Der Unterschied zwischen aufgeklärten und unaufgeklärten, zwischen kultivierten und unkultivierten Völkern ist also nicht spezifisch, sondern nur gradweise.“

Für Herder ist der Traditionsbegriff also nicht auf die treue Wahrung einer Ursprungsweisheit angelegt, sondern auf die allmähliche Anreicherung wertvollen Wissens, dass über die gesamte Geschichte der Menschheit nach und nach das Unmenschliche ausscheidet. Dass allerdings Traditionsbildung auch auf irrationalen Ängsten und gewaltsamen Zwängen beruhen kann, darauf hat Sigmund Freud in seiner Studie Der Mann Moses und die monotheistische Religion hingewiesen. Freuds inhaltliche Rekonstruktion des Überlieferungsgeschehens durch unbewusste Zwänge und archaische Ängste stieß zwar auf breite Ablehnung; trotz allem kommt ihm das Verdienst die Gründe für Tradition und Überlieferung nicht nur unter dem optimistischen Gesichtspunkt einer fortschreitenden Verbesserung zu sehen und so den Blick auf pathologische Momente der Tradierung zu öffnen.
So weist schon Georg Simmel darauf hin, dass der Anspruch der Kultur auf Zeitlosigkeit unbegründet sei. „In rascherem oder langsamerem Tempo nagen die Kräfte des Lebens an jedem einmal entstandenen Kulturgebilde“. Das Leben sträube sich dagegen, „in irgendwie festen Formen zu verlaufen“; insbesondere der moderne Individualismus wende sich gegen das „Prinzip der Form“, was sich z. B. im Expressionismus manifestiere.
Als die institutionalisierten Geistes- und Geschichtswissenschaften im 20. Jahrhundert den Anschein aufkommen ließen, man könnte sich der Vergangenheit gänzlich objektiv und theoriefrei nähern, hat Hans-Georg Gadamer darauf hingewiesen, wie prägend auch für uns Heutige noch der Bezug zur Tradition ist: Inhalte der Überlieferung können durch wissenschaftliche Methoden niemals restlos verobjektiviert und zum bloßen Gegenstand einer der Tradition enthobenen Erkenntnis werden. Gadamer prägt dafür den Begriff des wirkungsgeschichtlichen Bewußtseins, dass über die Tradition reflektiert und sich zugleich seiner Bestimmtheit durch die Tradition bewusst ist.

### Sprache
Ein wesentliches Ordnungssystem, durch welches sich Bewältigungs- und Kommunikationsprozesse vollziehen, ist die Sprache. Sprache ist ein symbolisches Medium, das kein einzelner Mensch aus sich heraus selbst erfindet, sondern welches ihm überliefert wird. Der Mensch kann sich daher immer nur zur Sprache als einem immer schon Gegebenen verhalten. Als ein Zeichensystem schafft Sprache einen Raum der Öffentlichkeit, aus dem der Mensch beim Sprechen schöpft und in den hinein er stets zurückspricht. Sprache darf, wenn ihre kulturelle Bedeutung verstanden werden soll, nicht nur als Mittel der Kommunikation angesehen werden, sondern sie strukturiert grundsätzlich das menschliche Verstehen der Welt.
Wenn die Bedeutung der Sprache für den Menschen als kulturelles Wesen verstanden werden soll, dann kann es nicht darum gehen, einzelne konkrete Sprachen auf ihre Eigenart hin zu untersuchen, sondern es muss verstanden werden was überhaupt Sprache als Sprache ausmacht. Dabei konnten sich biologistische Sprachtheorien nicht durchsetzen, wie etwa in der Antike die von Demokrit (460–371 v. Chr.) vertretene Auffassung, dass Sprache aus Lauten rein emotionalen Charakter hervorginge, oder die an Charles Darwin (1809–1882) anschließende Sprachforschung, welche Sprache auf evolutionstheoretische Notwendigkeiten zurückführen möchte. Auch die ausgefeiltere von Otto Jespersen (1860–1943) vorgeschlagene Holistische Sprachgenesetheorie ist für die kulturwissenschaftliche Sprachauffassung bedeutungslos geblieben. Diesen Sprachtheorien ist gemeinsam, dass sie Sprache lediglich im Hinblick auf ihren affektiven und emotionalen Zug betrachten. Damit wird aber der propositionale Gehalt von einfachen Aussagen wie „Der Himmel ist blau“ übergangen, denn diese Aussage fordert weder zu einer unmittelbaren Handlung auf, noch hat sie einen emotionalen Gegenstand, sondern sie weist symbolisch auf etwas hin, das womöglich im Gesamtzusammenhang einer Kultur von Bedeutung ist.
Sprache als Zeichensystem

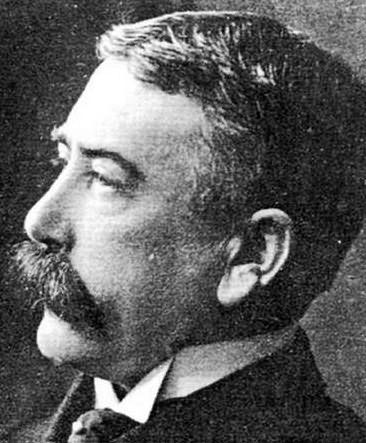
Ferdinand de Saussure

Es war der Sprachwissenschaftler Ferdinand de Saussure, der eine Zeichentheorie der Sprache entwickelte, die Semiotik, von griechisch semeion für Zeichen, und der vorschlug, diese für das allgemeine Studium der Kultur zu verwenden. Nach Saussure sind sprachliche Zeichen durch zwei Eigenschaften ausgezeichnet:
- sie sind beliebig, d. h., das, worauf das Zeichen zeigt, ist nur durch Verabredung und Konvention festgelegt
- Zeichen sind linear, d. h., das bezeichnende Wort läuft in der Zeit ab und kann daher nicht auf einmal ausgesagt werden.

Bei der Untersuchung vorhandener Sprachen unterscheidet Saussure zwischen der synchronischen (zeitgleichen) und diachronischen (in der Zeit sich verändernden) Betrachtungsweise. Für Saussure ist die erste Form die wichtigere. Das heißt, er arbeitete nicht sprachhistorisch, sondern versuchte anhand einer gegebenen Sprache deren innere Struktur freizulegen, weshalb man Saussure auch als Gründer des Strukturalismus bezeichnet. Saussure kommt zu dem Urteil, dass Sprache nicht dadurch funktioniert, dass ein Laut oder eine damit bezeichnete Vorstellung an sich gegeben ist. Vielmehr bilden sich einzelne verständliche Laute (Phoneme) nur in Abgrenzung zu anderen aus: „In der Sprache gibt es nur Verschiedenheiten.“ Dass phonetische Laute nicht einfach gegeben sind, zeigt sich beispielsweise daran, dass Japaner und Chinesen den Unterschied zwischen „L“ und „R“ nicht hören, da sich diese Differenz kulturell nicht ausgeprägt hat. Es wird also nicht ein Wort wie ein Anker an einen Gegenstand gekettet, den es von nun ab bezeichnet, sondern aus dem durch Verschiedenheiten aufgebauten Geflecht der Laute können mehrere Laute zu einem neuen und von den anderen unterscheidbaren Gebilde zusammengesetzt werden. Dieses Wort kann dann innerhalb der Menge der Vorstellungen. die sich ebenfalls durch Abgrenzung zueinander ausbilden, eine solche Vorstellung bezeichnen.
Indem Saussure vorschlägt, dieses Modell der Sprache auf alles kulturell Hervorgebrachte anzuwenden, öffnet er den Blick dafür, Kultur als einen Zusammenhang von Zeichen und Symbolen aufzufassen:

„Man kann also sagen, dass völlig beliebige Zeichen besser als andere das Ideal des semeologischen Verfahrens verwirklichen; deshalb ist auch die Sprache, das reichhaltigste und verbreitetste Ausdruckssystem, zugleich das charakteristischste von allen; in diesem Sinne kann die Sprachwissenschaft Musterbeispiel und Hauptvertreter der ganzen Semeologie werden, obwohl die Sprache nur ein System unter anderen ist.“

Mit der ikonischen Wende (von altgriechisch ikon „Zeichen“; englisch iconic turn) wird seither Kultur hauptsächlich unter dem Aspekt der Zeichentheorie aufgefasst, wobei nun nicht mehr nur abstrakte Zeichen, sondern auch an Anschauungen angelehnte Bilder als Zeichen aufgefasst werden. Dies hebt die scharfe Grenze zwischen Text und Bild auf und Kultur zeigt sich als Zeichenuniversum von Verweisungen und Bezügen, das die Lebenswelt des Menschen ausmacht. Juri Michailowitsch Lotman spricht daher auch von der „Semiosphäre“ in Analogie zur Biosphäre. Wenn in modernen Kulturtheorien von „Text“ oder „Diskurs“ die Rede ist, beschränken sich diese beiden Begriffe auch nicht mehr auf die schriftliche Aufzeichnung, sondern werden für Symbolismen jeder Art verwendet: Körper, Dinge, Kleidung, Lebensstil, Gesten, all dies sind Teile des Zeichenuniversums Kultur.
Im Anschluss an Saussure hat Jacques Derrida mit seinem Begriff der Différance eine literaturwissenschaftliche Methode geprägt, die einen Text nicht durch eindeutige Aussagen geprägt auffasst, sondern als ein Geflecht, in dem sich erst durch Differenzen Bedeutungen ausbilden. Die Dekonstruktion versucht den Nebenbedeutungen nachzugehen und die an den „Rändern“ eines Textes abgeblendeten und so unthematisch bleibenden Bezüge wieder ins Bewusstsein zu rufen. Für Derrida stellt die Kultur somit einen Text dar, in dem es zu lesen gilt.
Nichtpropositionale Sprachlichkeit
Martin Heidegger hat 1927 darauf hingewiesen, dass sprachliche Äußerungen nicht schlichtweg als propositionale Aussagen im Sinne von „A ist B“ verstanden werden können. Die Struktur der Sprache ist stets so vielfältig verästelt, dass sich einzelne Begriffe niemals klar umgrenzen lassen, sondern erst durch ihre Nebenbedeutungen und Beiklänge ein Verstehen erst möglich machen. In einer Aussage der Form „A ist B“ wird beispielsweise A als B aufgefasst. Heidegger bezeichnet diese Verkettung von A und B durch das „Als“ mit dem Titel „apophantisches Als“. Es ist diese Form, nach der in der philosophischen Tradition die meisten sprachlichen Aussagen aufgefasst wurden. Dem entgegen weist Heidegger darauf hin, dass die Bedeutung von A und B nicht bloß an deren Rändern abreißt, sondern immer nur in einem größeren Gesamtzusammenhang zu verstehen ist. Auch eine Aussage des Schemas „A ist B“ kann nur vor einem größeren Verständnishorizont verstanden und eingeordnet werden.

Eine Form der Sprachlichkeit, die sich nicht in Aussagen des Schemas „A ist B“ ergeht, sondern die den ganzen Reichtum einer kulturgeschichtlich gewachsenen Sprache hervortreten lässt, stellt für Heidegger die Dichtung dar. In der Dichtung treten einzelne Bedeutungsmomente besonders hervor, andere werden hingegen bewusst abgeschattet. Damit verengt die Dichtung sich nicht zu eindeutigen Feststellungen, sondern lässt Raum für das Ungesagt, Unbewusste und Unthematische unseres kulturell geprägten Welt- und Selbstbezugs, das so durch sie erst zur Sprache kommt.
Auch wies Heidegger Sprachtheorien zurück, welche die Sprache lediglich als ein Mittel zur Kommunikation auffassen, so dass mit ihr Aussagen wie „A ist B“ mitgeteilt werden können. Diese funktionalistisch geprägte Auffassung sieht Sprache lediglich als Hilfsmittel zur gemeinsamen Bewältigung von praktischen Bedürfnissen. Für Heidegger gingen solche Sprachtheorien zurück auf die mit der Neuzeit einsetzende ökonomisch-technische Verwertbarmachung der Welt. Sprache wird dann als Werkzeug zur Kommunikation aufgefasst, dass sich durch logische Strukturierung verbessern ließe, wie dies Gottlob Frege, Bertrand Russell und Rudolf Carnap im Projekt der Einheitssprache anstrebten. Gegen einen so verengten Sprachbegriff machte Heidegger die Dichtung stark und weist darauf hin, dass im dichterischen Besingen der Welt keine praktische Haltung vorherrscht (siehe beispielsweise Hölderlins Hymne Der Ister). Zum anderen sah es Heidegger als verfehlt an, davon auszugehen, dass Sprache innerhalb einer Welt eine einzelne Aussage mitteilt. Vielmehr ist die Sprache die Welt, in welcher der Mensch lebt, da alles Wissen, Denken und Begreifen sich in sprachlichen Strukturen vollzieht. Heidegger prägte hierfür den Ausdruck, die Sprache sei „das Haus des Seins“.

### Handlung
Ausbildung von Institutionen
Kultur besteht nicht nur aus sprachlich festgeschriebenen Strukturen des Verstehens und der Objektivität, sondern auch aus geschichtlich handelnden und leidenden Menschen. Nicht alles Tun des Menschen ist aber schon kulturelle Praxis. Damit diese entsteht, bedarf es einer Gruppe von Menschen, die gemeinsam und regelmäßig für sie bedeutsame Handlungen ausführt. Verfestigen sie das Tun auf diese Art zu Ereignissen, die regelmäßig wiederholt werden oder Orten, an denen die Praxen gemeinsam durchgeführt werden, spricht man auch von Institutionen. Institutionen sind Orte des menschlichen Handelns beispielsweise in Form von Arbeit, Kunst oder Spiel, von Herrschaft, Recht, Religion oder von Wissenschaft und Technik.
Kultur als Praxis und Kultur als Bedeutungszusammenhang
Wird Kultur unter dem Gesichtspunkt der praktischen Handlungen und des Kulturgeschehens betrachtet, so stellt dies auch ein gewisses Gegengewicht dar zu Auffassungen, welche Kultur in erster Linie (oder ausschließlich; Kulturalismus) als Sinnsystem von symbolischen Codes verstehen und in ihr einen lesbaren Text sehen. So ist Kultur nicht nur ein Gewebe von Bedeutungen, sondern diese bedürfen einer Ausübung, um sich zu erhalten und fortzusetzen. Dabei können jedoch auch gerade durch die Ausübung neue Sinnzusammenhänge entstehen oder alte sich abschleifen, als unpassend oder unbedeutend empfunden werden. Im Zurückgreifen auf kulturelle Symbole, Sinn- und Handlungszusammenhänge, die in der Ausübung jedoch nie gänzlich verwirklicht werden können, ergibt sich ein Wechselspiel das die Kultur in lebendiger Bewegtheit hält: Auch aus dem Zufälligen und Ungewollten entsteht Neues. Diese Perspektive auf Kultur als einen sinnstiftenden und wandelbaren Wissensvorrat, der menschliches Erleben und Handeln orientiert und davon zugleich mit konstituiert wird, hat auch große psychologische Bedeutung, die beispielsweise in der modernen Kulturpsychologie untersucht wird.

### Geltung
Dinge, die für das Denken und Handeln des Menschen in irgendeiner Form den Anspruch auf eine Bedeutung erheben, kommt eine gewisse Geltung zu. Im zwischenmenschlichen Umgang können solche Ansprüche und Herausforderungen an den Einzelnen oder an Gruppen angenommen oder abgelehnt werden. Ansichten, Gesetze und Bedeutungen können daher umstritten sein. Die Frage, welche sich diesem Sachverhalt widmet ist die der Geltung von symbolischen, praktischen, kognitiven, narrativen und ästhetischen Geltungsansprüchen.

### Identität
Menschen begegnen sich meist als Individuen anhand ihrer Geschlechtlichkeit, Leiblichkeit, psychischen Triebstrukturen und biographischer Einzigartigkeit. Diese Merkmale können für den Einzelnen oder für die Gruppe identitätsbildend wirken und werfen im Falle von Gruppen die Fragen von Zugehörigkeit und Mitgliedschaft auf. Damit geben soziale Gruppen im kulturellen Leben dem Menschen eine Antwort auf die Frage, wer er im Vergleich zu den übrigen ist, sie bestimmen seine Identität. Durch Gruppenbildung und der Form des Handelns in ihr bilden sich Gemeinschaften oder Gesellschaften, die sich gegen andere Gruppen abschließen, Mitglieder aufnehmen oder ausschließen. Diese Vorgänge bestimmen unabhängig von den konkreten Inhalten die Identität der Gruppe und des Einzelnen.

### Zeit
Menschliche Kultur erhält sich dadurch, dass sie weitergegeben wird. Dieser Moment der Tradition steht in engem Zusammenhang mit der geschichtlichen Entwicklung von Kulturen. Geschichte kann einerseits rückblickend anhand verschiedener Kriterien in Epochen unterteilt werden, andererseits ist jeder Kultur ein historisch gewachsener Zeitgeist innewohnend.

### Raum
Raumwahrnehmung

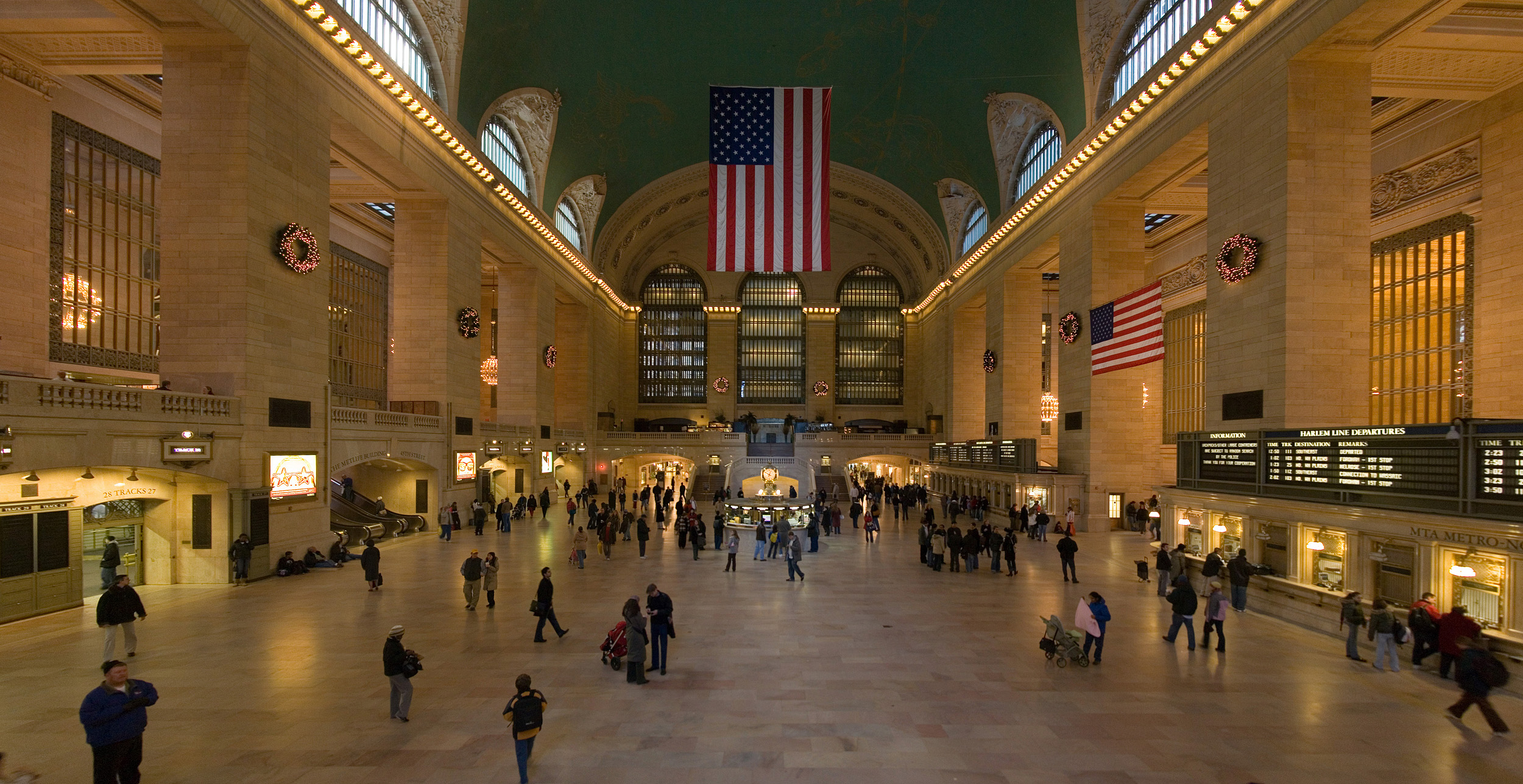
Raumwahrnehmung ist nicht neutral-mathematisch: Große Hallen wirken beeindruckend, Kellergewölbe gemütlich oder auch drückend. Welche Empfindung Räume hervorrufen, ist dabei auch kulturell geprägt, d. h. nicht evolutionär festgelegt.

Räume werden nicht einfach wie der mathematische euklidische Raum als dreidimensionale Strukturen wahrgenommen und erst anschließend und unter Umständen mit Bedeutung versehen oder Interpretationen unterworfen: Es macht stets einen Unterschied, ob man fünf Meter gerade aus schaut, oder fünf Meter unter sich. Der Blick fünf Meter nach unten mag wiederum dem norddeutschen Küstenbewohner unbehaglicher sein, als dem Alpenbewohner. Die Raumwahrnehmung ist also niemals eine neutral-mathematische, sondern unterliegt kulturellen Prägungen.
Orientierung
So werden in erster Linie Verhältnisse im Raum entdeckt, welche eine physische Orientierung in ihm ermöglichen: Wege, Hindernisse, Sitzmöglichkeiten und Gefahren. Die Orientierung im städtischen Raum erfordert es das Geflecht von Straßen, Kreuzungen und Ampeln zu verstehen und anhand von Häusern bekannter Größe die Entfernungen richtig einschätzen zu können, während indigene Völker sich im Urwald ganz ohne Straßen und Wege zurechtfinden, sondern Bäume, Flussläufe und ähnliches nutzen. Beides mal strukturieren kulturell erlernte Fähigkeiten und Sehgewohnheiten die Raumwahrnehmung. Auch das Haus ist ein Raum, der durch eine „sinnhafte“ Struktur bestimmt ist, wie es der deutsche Philosoph Martin Heidegger beschreibt: Gebrauchsgegenstände haben ihren „Platz“, sie gehören in eine „Gegend“ anderer zu ähnlich nützlichen Gegenstände. Die Dinge sind nicht im dreidimensionalen Raum einfach „oben“ oder „unten“, sondern „an der Decke“ oder „auf dem Boden“. Gesehen werden nicht zuerst unbedeutende Objekte im physikalischen Raum, sondern etwas liegt „am falschen Platz“ oder „steht im Weg“, dort „wo es nicht hingehört“. Diese Bestimmungen sind aber keine absoluten, sondern hängen von der Kultur und dem Umfeld ab, in welchem der Mensch herangewachsen ist.
Atmosphäre
Bereits bei Johann Wolfgang von Goethe findet sich die Unterscheidung zwischen neutralen Raum und bedeutungsgeladenem Ort: „Immer war mir das Feld und der Wald und der Fels und die Gärten / Nur ein Raum, und du machst sie, Geliebte, zum Ort“ (Vier Jahreszeiten).
Auch solche atmosphärische Qualitäten bestimmen die Wahrnehmung des Raumes. Gernot Böhme untersucht, wie repräsentative Zimmer oder Säle mit Gegenständen ausgestattet werden, die eigentlich keinen Gebrauchswert haben, bzw. deren Wert genau darin liegt, Atmosphäre zu erzeugen. Luc Ciompi konnte zeigen, inwieweit das, was als atmosphärisch angenehm empfunden ist, kulturabhängig ist. Während sich etwa Italiener in hohen, kühlen und dunklen Zimmern wohlfühlen, bevorzugen Nordländern niedrige, helle und warme Räume, was sich auf die unterschiedlichen klimatischen Bedingungen zurückführen lässt und die von Kindheit her vertraute Wohnatmosphäre.
Der gemeinsame Raum

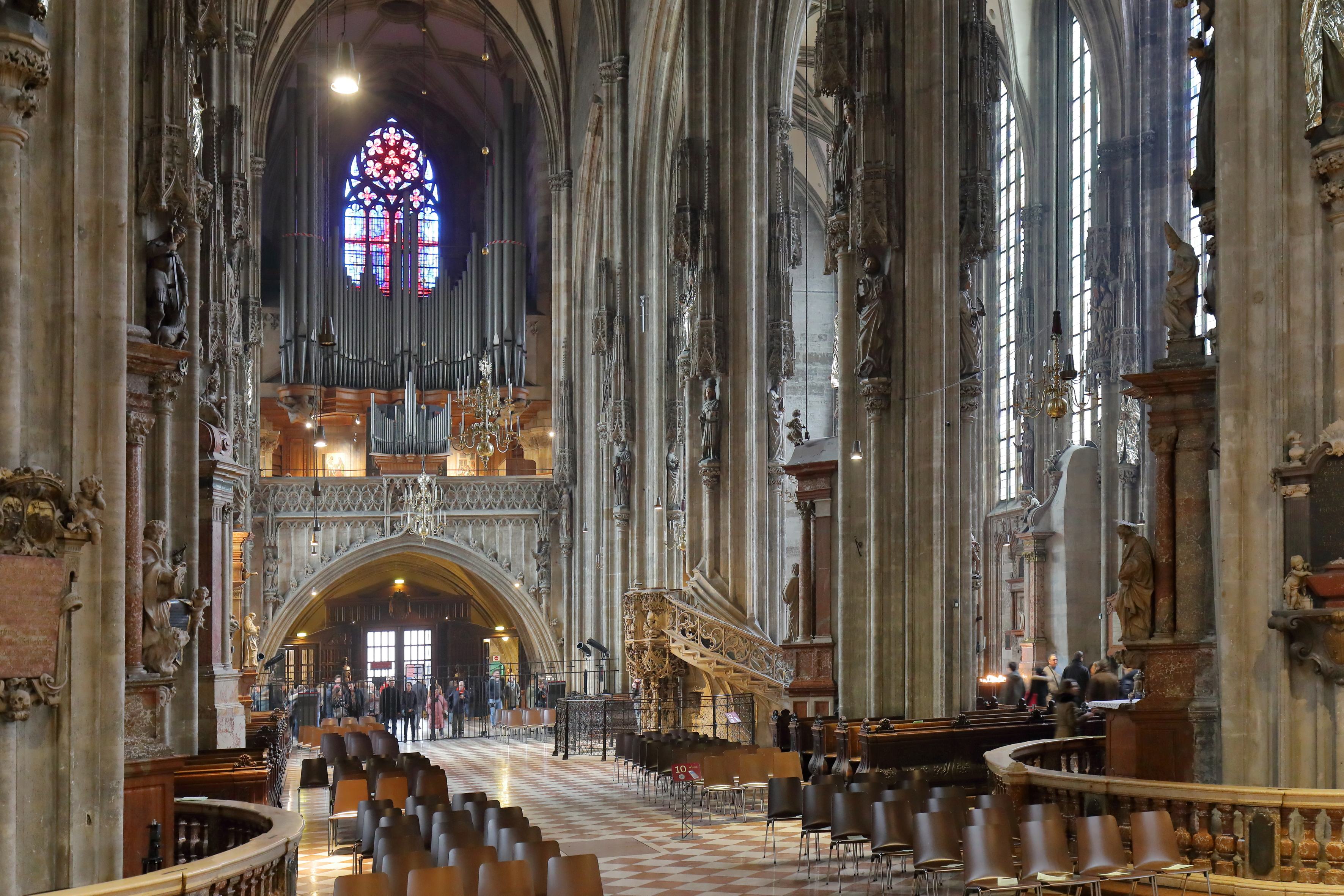
Der Stephansdom in Wien: Ort des religiösen Lebens

Kulturelles Leben findet in Räumen statt. Diese Räume sind nicht einfach der dreidimensionale Raum der Physik, der die Kulturgüter wie ein Behälter umschließt. Vielmehr ist Kultur selbst raumbildend, d. h., sie schafft sich symbolische und figurative Räume. Diese Räume sind in erster Linie nicht durch ihre Eigenschaft als Behältnis bestimmt, sondern durch einen sinnhaften Zusammenhang, so bildet beispielsweise der Herd des Hauses einen Ort der Versammlung, an den die Mitglieder bäuerlicher Hausgemeinschaften nach getanem Tageswerk zusammenkommen. Der Tempel oder die Kirche sind Orte, an welchen das Heilige dem Leben des Menschen ein Maß gibt und andere Gesetze und Verhaltensweisen gelten, als in der profanen Sphäre der Küche. Auch politisch werden Grenzziehungen propagiert, die sich nicht an geographischen, sondern kulturellen Räumen orientieren, bzw. diese vorschreiben, wenn etwa George W. Bush Amerika und Europa zur „Westlichen Welt“ zusammenfasst und ihnen die „Achse des Bösen“ entgegenstellt.
Kulturelle Räume können feste Anordnungen an einem ausgezeichneten Platz sein, wie etwa bei einem Kloster oder aber als bewegte Anordnungen auftreten, wenn beispielsweise Mobilfunkteilnehmer raum-zeitliche Abstände überbrücken.
Frühes Entstehen kulturellen Raums: Heilige Orte
Eine der frühsten Einteilungen der Welt scheidet profane und heilige Orte. Heilige Orte sind jene, an denen das Göttliche durch besondere Ereignisse zur Erscheinung kommt. Für den mythisch denkenden Menschen bleiben Götter oder Geister an diesen Ort gebunden, es ist jener Stein oder jene Eiche, in der sich das Heilige manifestiert. Damit ergibt sich eine Einteilung des Lebensraums, die nicht mehr allein wie beim Tier an physiologischen Bedürfnissen orientiert ist (Wasser, Nahrung), sondern sich an einem symbolischen Gehalt festmacht.
Sozialer Raum
Verschiedene Orte können ethnisch-, klassen- oder geschlechterspezifisch zu neuen Orten zusammengefügt werden. Hierdurch kann es zu Abgrenzungen zwischen Ein- und Ausgeschlossenen kommen, auch können bestimmte räumliche Anordnungen soziale Ungleichheiten widerspiegeln oder festschreiben. Während VIP-Räume bewusst „wichtige“ von den „weniger wichtigen“ Menschen trennen, vollziehen sich räumlich-soziale Abgrenzungen meist über längere Zeit. So werden Häuser, Wohnungen und Stadtteile nach dem entsprechenden Einkommen gewählt und hierdurch Klassenverhältnisse reproduziert, die sich dann auch physisch in den Raum einschreiben. Dieses Einschreiben in den Raum fasst Pierre Bourdieu in die Worte, dass der Habitus das Habitat ausmacht. Damit spiegelt der städtische Raum die sozialen und geschlechterspezifischen Verhältnisse: Arbeiterjugendliche halten sich häufiger auf öffentlichen Plätzen und Straßenecken auf, Jungen mehr als Mädchen.
Während ein entsprechendes Vermögen die Aneignung und bauliche Umgestaltung von öffentlichem Raum nach den eigenen Bedürfnissen ermöglicht, ist dies den unteren sozialen Schichten einer Gesellschaft nicht ohne weiteres möglich. Auch Kinder und Jugendliche können sich nicht materiell eigene Räume schaffen und sind daher darauf angewiesen diese durch ihre leibhaftige Anwesenheit zu besetzen: Die geduldete Raucherecke hinter der Turnhalle bildet gegenüber dem autoritären Raum des Schulgeländes einen Rückzugsort für die Schüler. Dieser Ort schreibt sich aber nicht physisch ein, sondern entsteht allein durch das häufige Aufsuchen und die Anwesenheit der Schüler. Hier wird besonders deutlich, dass kultureller Raum nicht einfach gegeben ist, sondern dadurch hergestellt wird, dass im Handeln individuell und kollektiv darauf Bezug genommen wird.
Auch die globale kapitalistische Wirtschaftsweise schafft einen neuen sozialen Raum, der sich nun erstmals über den ganzen Erdball ausdehnt. Dieser Raum, dessen Verbindungslinien durch Flugzeuge, Schnellstraßen und Zugstrecken zusammengehalten wird, kann jedoch nicht von allen genutzt werden. So haben etwa nur fünf Prozent der Weltbevölkerung je in einem Flugzeug gesessen, zudem verbindet der Flugverkehr nur die „Reichtumsinseln“ des Planeten. Peter Sloterdijk hat sich diesem „Innenraum“ des Planeten gewidmet, zu dem nur der Zugang erhält, der genügend zahlen kann.
Geschlechterspezifische Räume
Geschlechterspezifisch abgetrennte Räume sind in modernen westlichen Gesellschaften seltener geworden und beschränken sich auf Umkleidekabinen, Saunen und Toiletten. Das Hamburger Rotlichtviertel der Herbertstraße beispielsweise markiert aber weiterhin einen geschlechterspezifischen Raum, zu dem Frauen und Jugendlichen der Zutritt verwehrt wird.

## Schutz von Kultur
Hinsichtlich des Schutzes von Kultur und des kulturellen Erbes gibt es eine Reihe von internationalen Abkommen und nationalen Gesetzen. Die UNESCO und ihre Partnerorganisationen wie Blue Shield International koordinieren einen internationalen Schutz und die lokale Umsetzungen.
Grundsätzlich befassen sich die Haager Konvention zum Schutz von Kulturgut bei bewaffneten Konflikten und das Übereinkommen zum Schutz und zur Förderung der Vielfalt kultureller Ausdrucksformen mit dem Schutz von Kultur. Der Artikel 27 der Allgemeinen Erklärung der Menschenrechte befasst sich in zweifacher Hinsicht mit dem kulturellen Erbe: Er spricht dem Menschen einerseits das Recht auf Teilhabe am kulturellen Leben und andererseits einen Anspruch auf den Schutz seiner Beiträge zum kulturellen Leben zu.
Der Schutz von Kultur beziehungsweise der Kulturgüter nimmt national und international zunehmend einen breiten Raum ein. Völkerrechtlich versuchen die UNO und die UNESCO dazu Regeln aufzustellen und durchzusetzen. Dabei geht es nicht darum, das Eigentum einer Person zu schützen, sondern es steht das Bewahren des kulturellen Erbes der Menschheit gerade im Kriegsfall und bei bewaffneten Konflikten im Vordergrund. Die Zerstörung von Kulturgütern ist dabei laut Karl von Habsburg, Präsident Blue Shield International, auch ein Teil der psychologischen Kriegsführung. Das Angriffsziel ist die Identität des Gegners, weshalb symbolträchtige Kulturgüter zu einem Hauptziel werden. Es sollen damit auch das besonders sensible kulturelle Gedächtnis, die gewachsene kulturelle Vielfalt und die wirtschaftliche Grundlage (wie zum Beispiel des Tourismus) eines Staates, einer Region oder einer Kommune getroffen werden.

## Kulturkritik

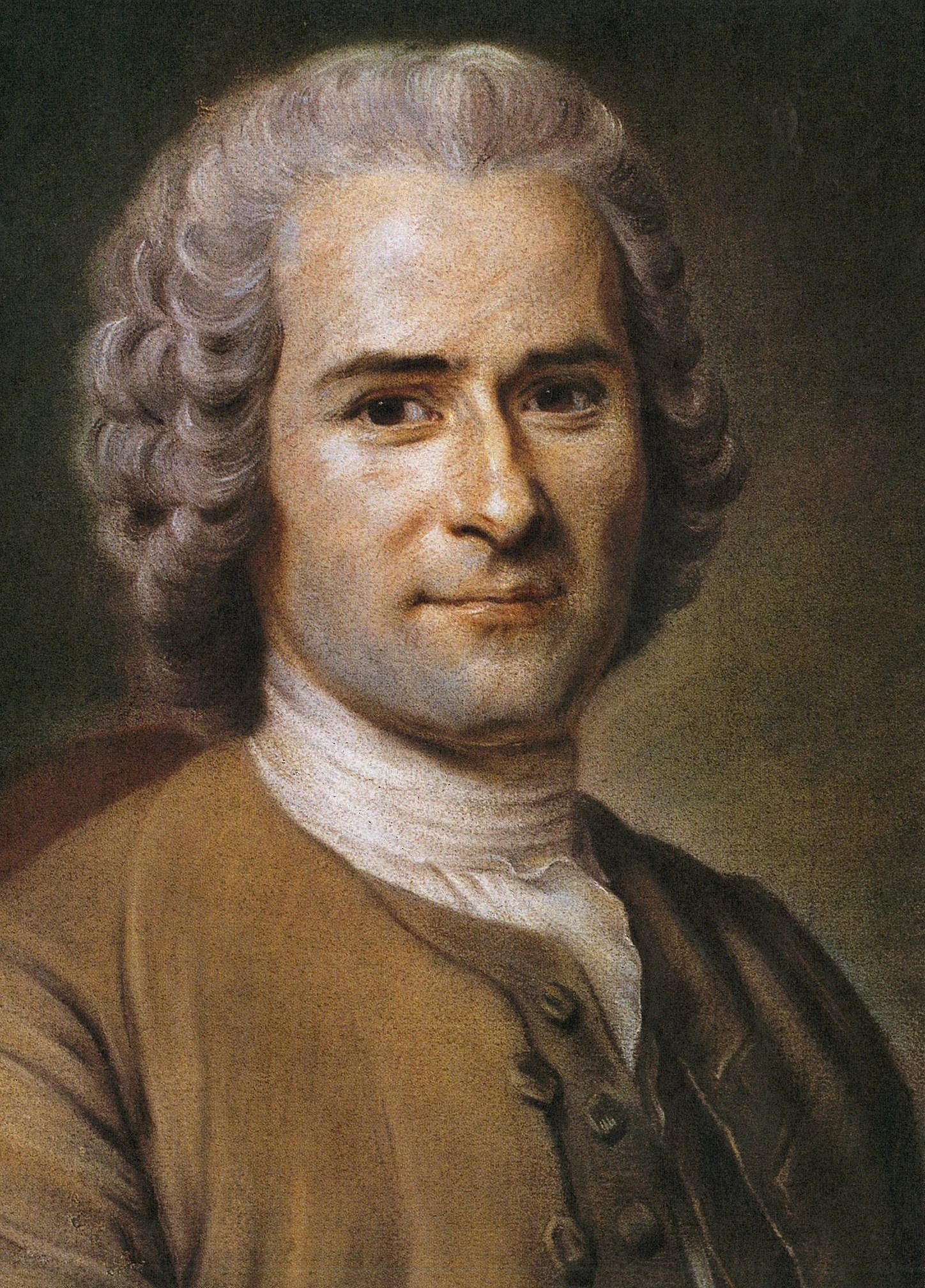
Jean-Jacques Rousseau ist einer der bedeutendsten Kulturkritiker (Pastellmalerei von Maurice Quentin de La Tour, 1753)

In der Kulturkritik werden die einzelnen Kulturleistungen des Menschen kritisch befragt auf ihre ungewollten, zerstörerischen, unmoralischen und unsinnigen Folgen. Dies kann sich zu einer Gesamtschau der Menschheitsgeschichte ausweiten, die dann insgesamt als Verfallsgeschichte erscheint. Die Kernaussage vieler kulturkritischer Ansätze besteht dabei darin, dass sie in Bezug auf das menschliche (Zusammen-)Leben einen natürlich gegebenen Zustand annehmen - einen Naturzustand, welcher der Wesensverfassung des Menschen entspricht. Dieser Urzustand wird dann mit fortschreitender kultureller Entwicklung durch Künstlichkeiten verstellt und verzerrt. Er wird überlagert von künstlichen sozialen Beziehungen und Herrschaftsformen (Jean-Jacques Rousseau) oder führt durch die Erfindung neuer Produktionsverhältnisse zur Entfremdung des Menschen von sich selbst, wie Karl Marx meint. Friedrich Nietzsche sieht in der vorsokratischen Antike noch ein Zeitalter, in welchem der Wille zur Macht ungehemmt gelebt wurde, während mit dem „wissenschaftlich“ denkenden Sokrates und der Moral des Christentums ein Zerfall einsetzt, der im Zeitalter der Dekadenz seinen Höhepunkt erreicht. Martin Heidegger sieht ebenfalls bei den Vorsokratikern noch ein offenes und reflexives Verhältnis des Menschen zu philosophischen Anschauungen und Überlegungen, während in der Philosophie von Platon und Aristoteles erstmals diese Erkenntnisse absolut gesetzt werden und so das Denken der Menschen auf Jahrhunderte in Kategorien zwängen, aus denen es sich selbst nicht ohne weiteres befreien kann. Der moralkritische Ansatz Sigmund Freuds nimmt in Bezug auf die seelischen Verfassung des Menschen feststehende natürliche Bedürfnisse an, welche ihm durch künstliche moralische Vorschriften verwehrt werden und so den Menschen zu zwanghaften Ausgleichshandlungen drängen.
Viele kulturkritische Werke spielten eine bedeutende Rolle dabei, zu verstehen, was Kultur überhaupt ausmacht. Erst durch das kritische Abstandnehmen und eventuelle Verurteilen der bestehenden Verhältnisse zeigt sich heute die Kultur nicht als unveränderlich Vorhandenes, sondern als ein Geschehen, das auch hätte anders verlaufen können. Sie lassen Kultur erkennen als die Kontingenz des Gewordenen.

## Belege
1. ↑  Franz Austeda: Lexikon der Philosophie. 6., erweiterte Auflage, Verlag Brüder Holline, Wien 1989, ISBN 3-85119-231-1, S. 200–201.
2. ↑  Winfried Effelsberg: Interkulturelle Konflikte in der Medizin. Medizinanthropologische Überlegungen. In: Würzburger medizinhistorische Mitteilungen. Band 3, 1985, S. 29–40, hier S. 30–31.
3. ↑  etwa Alfred Kroeber, aus „Der Kulturbegriff in der Ethnologie und im öffentlichen Diskurs“ s. Martin Sökefeld, an anderer Stelle.
4. ↑  Willy Hellpach: „Kultur ist die Ordnung aller Lebensinhalte und Lebensformen einer Menschengemeinschaft unter einem obersten Wert“ oder auch Herbert Marcuse: „Möglicheit einer Gesellschaft zu ihrer Humanisierung“, aus „Lexikon der Philosophie“ s. Franz Austeda, an anderer Stelle.
5. ↑  Cecil Helman: Culture, Health and Illness: An Introduction for Health Professionals. Bristol 1984, S. 2 (englisch; 5. Auflage 2007: ISBN 978-0-340-91450-2, Seitenvorschau in der Google-Buchsuche); Zitat: „[…] culture is a set of guidelines (both explicit and implicit) which an individual inherits as a member of a particular society, and which tells him how to view the world, and how to behave in it in relation to other people, to supernatural forces or gods, and to the natural environment.“
6. ↑  etwa nach Edward Tylor: „Culture or Civilization, taken in its wide ethnographic sense, is that complex whole which includes knowledge, belief, art, morals, law, custom, and any other capabilities and habits acquired by man as a member of society“, aus „Der Kulturbegriff in der Ethnologie und im öffentlichen Diskurs“ s. Martin Sökefeld, an anderer Stelle.
7. ↑  A. L. Kroeber, C. Kluckhohn: Culture: a critical review of concepts and definitions. Papers. Peabody Museum of Archaeology & Ethnology, Harvard University, 47. Jg., 1952, H. 1, S. 181.
8. ↑  Friedrich Kluge, Alfred Götze: Etymologisches Wörterbuch der deutschen Sprache. 20. Auflage, hrsg. von Walther Mitzka. De Gruyter, Berlin / New York 1967; Neudruck („21. unveränderte Auflage“) ebenda 1975, ISBN 3-11-005709-3, S. 411.
9. ↑  Max Döllner: Entwicklungsgeschichte der Stadt Neustadt an der Aisch bis 1933. Ph. C. W. Schmidt, Neustadt a.d. Aisch 1950, S. 439 mit Anm. 7.
10. ↑  Duden-Redaktion: Kultur. In: Der Große Duden. Etymologie. Dudenverlag, Mannheim 1963, S. ??.
11. ↑  Duden-Redaktion: Kolonie. In: Der Große Duden. Etymologie. Dudenverlag, Mannheim 1963, S. ??.
12. ↑  Naturalis historia 12,75 und öfter in seinem Werk.
13. ↑  Tusculanae disputationes 2,5,13.
14. ↑  Immanuel Kant: Kritik der Urteilskraft. § 83 Von dem letzten Zwecke der Natur als eines teleologischen Systems. Akademie-Ausgabe Bd. 10, S. 387.
15. ↑  Immanuel Kant: Idee zu einer allgemeinen Geschichte in weltbürgerlicher Absicht. (1784). Akademie-Ausgabe Band 8, S. 26.
16. ↑  Egbert Klautke: The mind of the nation. Völkerpsychologie in Germany, 1851–1955. Berghahn Books, New York 2013, ISBN 978-1-78238-019-1.
17. ↑  Edward Burnett Tylor: Die Anfänge der Cultur. Leipzig 1873, abgedruckt in: C. A. Schmitz Kultur. Frankfurt 1963, S. 32.
18. ↑  Albert Schweitzer: Kultur und Ethik. S. 35.
19. ↑  Immanuel Kant: Idee zu einer allgemeinen Geschichte in weltbürgerlicher Absicht. (1784). Akademie-Ausgabe, Bd. 8, S. 26.
20. ↑  Wilhelm von Humboldt: Über die Verschiedenheiten des menschlichen Sprachbaues und ihren Einfluß auf die geistige Entwicklung des Menschengeschlechts. (1830–1835) Ges. Werke 7, S. 30.
21. ↑  Oswald Spengler: Der Untergang des Abendlandes. Einleitung, Abschnitt 12.
22. ↑  Helmuth Plessner: Die verspätete Nation. In: Gesammelte Schriften. Band 6, Frankfurt, S. 84.
23. ↑  Christian Jansen, Henning Borggräfe: Nation – Nationalität – Nationalismus. Campus, Frankfurt am Main 2007, S. 13 f.
24. ↑  Martin Sökefeld: Problematische Begriffe: „Ethnizität“, „Rasse“, „Kultur“, „Minderheit“. In: Brigitta Schmidt-Lauber (Hrsg.): Ethnizität und Migration: Einführung in Wissenschaft und Arbeitsfelder. Reimer Verlag, Berlin 2007, S. 31–50, die Zitate S. 37 und 47 (online, Zugriff am 11. Dezember 2020).
25. ↑  Vergleiche Niklas Luhmann: Kultur als historischer Begriff. In: Derselbe: Gesellschaftsstruktur und Semantik. Studien zur Wissenschaftssoziologie der modernen Gesellschaft. Band 4, Frankfurt 1985, S. 31–54.
26. ↑  Böhme, Matusek, Müller: Orientierung Kulturwissenschaft. Was sie kann und was sie will. Reinbek 2000, S. 131 f.
27. ↑  Böhme, Matusek, Müller: Orientierung Kulturwissenschaft. Was sie kann und was sie will. Reinbek 2000, S. 143 f.
28. ↑  Hinrich Fink-Eitel, Georg Lohmann (Hrsg.): Zur Philosophie der Gefühle. Frankfurt 1993, S. 33.
29. ↑  Byung-Chul Han: Heideggers Herz. Zum Begriff der Stimmung bei Martin Heidegger. München 1996, I. Einleitung: Beschneidung des Herzens.
30. ↑  Judith Butler: Das Unbehagen der Geschlechter. Frankfurt 1991, S. ??.
31. ↑  Jürgen Bolten: Interkulturelle Kompetenz. (PDF) Landeszentrale für politische Bildung Thüringen, 2007, abgerufen am 26. April 2017. ISBN 978-3-937967-07-3. S. 11.
32. ↑  Jürgen Bolten: Interkulturelle Kompetenz. (PDF) Landeszentrale für politische Bildung Thüringen, 2007, abgerufen am 26. April 2017. ISBN 978-3-937967-07-3. S. 12.
33. ↑  Kulturenorientierte Bildung: Grundlagen für den Umgang mit Interkulturalität in der Schule, Springer, 2017, ISBN 978-3-658-16678-6, S. 93.
34. ↑  Ludger Kühnhardt: Bonner Enzyklopädie der GlobalitätSpringer, 2017, ISBN 978-3-658-13819-6, S. 900 ff.
35. ↑  Kultur ist Reichtum an Problemen. Extrakt eines Lebens, Haffmans Verlag, Zürich 1990.
36. ↑  Vergleiche Burkhard Liebsch: Kultur im Zeichen des Anderen oder Die Gastlichkeit menschlicher Lebensformen. In: Friedrich Jaeger, Burkhard Liebsch (Hrsg.): Handbuch der Kulturwissenschaften. Stuttgart 2004, S. 1–23.
37. ↑  Burkhard Liebsch: Kultur im Zeichen des Anderen oder Die Gastlichkeit menschlicher Lebensformen. In: Friedrich Jaeger, Burkhard Liebsch (Hrsg.): Handbuch der Kulturwissenschaften. Stuttgart 2004, S. 3.
38. ↑  Hannah Arendt: Zwischen Vergangenheit und Zukunft. Piper, München 1994, S. 55.
39. ↑  Hartmut Lang in Hirschberg 220
40. ↑  Martin Sökefeld: Der Kulturbegriff in der Ethnologie und im öffentlichen Diskurs - eine paradoxe Entwicklung? In: Georg Stöber (Hrsg.): "Fremde Kulturen" im Geographieunterricht. Analysen - Konzeptionen - Erfahrungen. Studien zur internationalen Schulbuchforschung, Bd. 106. Hannover 2001: Hahn, [doi: 10.5282/ubm/epub.29321], S. 119–137.
41. ↑  Elke Mader, Wolfgang Kraus, Philipp Budka, Matthias Reitter: 1.1.4 „Kulturen“ und Kultur in Einführung und Propädeutikum Kultur- und Sozialanthropologie, Fakultät für Sozialwissenschaften, Universität Wien, 13. Dezember 2016, abgerufen am 7. Mai 2021.
42. ↑  Dieter Haller (Text), Bernd Rodekohr (Illustrationen): Dtv-Atlas Ethnologie. 2. Auflage. dtv, München 2010.
43. ↑  Burkhard Liebsch: Kultur im Zeichen des Anderen oder Die Gastlichkeit menschlicher Lebensformen. In: Friedrich Jaeger, Burkhard Liebsch (Hrsg.): Handbuch der Kulturwissenschaften. Stuttgart 2004, S. 7.
44. ↑  David McFarland: Biologie des Verhaltens. Evolution, Physiologie, Psychobiologie. Spektrum Akademischer Verlag, Heidelberg und Berlin 1999, S. 457.
45. ↑  So der Zürcher Anthropologe Peter Schmid: „Für uns ist natürlich der biologische Kulturbegriff maßgeblich. Das sind Innovationen, die weitergegeben werden, also Erfindungen, die dann in einer Gruppe weitergegeben werden. Und das finden wir nicht nur bei Menschen, sondern wir können das auch bei Affen feststellen.“ im Deutschlandfunk.
46. ↑  Marvin Harris: Kulturanthropologie – Ein Lehrbuch. Aus dem Amerikanischen von Sylvia M. Schomburg-Scherff, Campus, Frankfurt/New York 1989, ISBN 3-593-33976-5. S. 35–38.
47. ↑  Woldemar Graf Uxkull-Gyllenband: Griechische Kulturentstehungslehren. Berlin 1924.
48. ↑  W. K. C. Guthrie: In the Beginning. London 1957.
49. ↑  Platon: Protagoras 321 c–e.
50. ↑  Loki (altnordische Mythologie) auf Brockhaus Online-Lexikon, abgerufen am 12. Juli 2022.
51. ↑  Karla F. Pollmann: Zwei frühchristliche Kulturentstehungstheorien bei Prudentius und Avitus. In: V. D. M. Panagi (Hg.): La poesia  tardoantica e medievale. In: Atti del III convegno internazionale di studi, Vienna 15–18 novembre 2004. Alessandria 2007, S. 53 ff.
52. ↑  Peter-Ulrich Merz-Benz: Soziologie und Sozialwissenschaften. In: Philipp Sarasin, Marianne Sommer (Hrsg.): Evolution. Ein interdisziplinäres Handbuch. J. B. Metzler, Stuttgart/Weimar 2010, ISBN 978-3-476-02274-5, S. 320, 325.
53. ↑  Iain Davidson: Stone Tools: Evidence of Something in Between Culture and Cumulative Culture? In: Miriam N. Haidle, Nicholas J. Conard, Michael Bolus (Hrsg.): The Nature of Culture: Based on an Interdisciplinary Symposium „The Nature of Culture“, Tübingen, Germany. Springer, Dordrecht 2016, ISBN 978-94-017-7426-0, S. 99–120 (englisch; doi:10.1007/978-94-017-7426-0_10; Department of Archaeology, Flinders University of South Australia, Adelaide).
54. ↑  Burkhard Liebsch: Kultur im Zeichen des Anderen oder Die Gastlichkeit menschlicher Lebensformen. In: Friedrich Jaeger, Burkhard Liebsch (Hrsg.): Handbuch der Kulturwissenschaften. Stuttgart 2004, S. 11–12.
55. ↑  Hans Jonas: Technik, Medizin, Ethik. Suhrkamp, Frankfurt 1987, S. 20 und 29. Dem sich auch Liebsch 2004, S. 13, anschließt.
56. ↑  Ebenso der Abschnitt Kulturindustrie. Aufklärung als Massenbetrug. In: Max Horkheimer, Theodor W. Adorno: Dialektik der Aufklärung. Amsterdam 1947.
57. ↑  Sigmund Freud: Das Unbehagen in der Kultur und andere kulturtheoretische Schriften. Fischer: Frankfurt 1994, S. 55 f.
58. ↑  S. Freud: Das Unbehagen…, S. 47.
59. ↑  S. Freud: Das Unbehagen…, S. 41.
60. ↑  Vergleiche Oswald Schwemmer: Ernst Cassirer. Ein Philosoph der europäischen Moderne. Berlin 1997, S. 221–242.
61. ↑  Friedrich Jaeger, Burkhard Liebsch (Hrsg.): Handbuch der Kulturwissenschaften. S. X–XI.
62. ↑  Oswald Schwemmer: Ernst Cassirer. Ein Philosoph der europäischen Moderne. Berlin 1997, S. 30.
63. ↑  Ernst Cassirer: Philosophie der symbolischen Formen. Wissenschaftliche Buchgesellschaft, Darmstadt 1964, Band 3, S. 207.
64. 1 2  Ernst Cassirer: Philosophie der symbolischen Formen. Band 3, Darmstadt 1982, S. 235.
65. ↑  Ernst Cassirer: Philosophie der symbolischen Formen. Band I, S. 22.
66. ↑  Oswald Schwemmer: Ernst Cassirer. Ein Philosoph der europäischen Moderne. Berlin, 1997, S. 89 ff.
67. ↑  Vergleiche Ernst Cassirers Unterscheidung zwischen „Tierischer Reaktion“ und „Menschlicher Antwort“ In: Versuch über den Menschen. Felix Meiner Verlag, Hamburg 2007, S. 52 ff.
68. ↑  Ernst Cassirer: Versuch über den Menschen. Hamburg 2007, S. 123.
69. ↑  Oswald Schwemmer: Ernst Cassirer. Ein Philosoph der europäischen Moderne. Berlin 1997, S. 50–51.
70. ↑  Ernst Cassirer: Substanzbegriff und Funktionsbegriff. 1910. Werkausgabe Band 6. Hamburg 2000, S. 161.
71. ↑  Ernst Cassirer: Philosophie der symbolischen Formen. Band 3. Darmstadt 1982, S. 149.
72. ↑  Max Weber: Die „Objektivität“ sozialwissenschaftlicher und sozialpolitischer Erkenntnis. In: Gesammelte Aufsätze zur Wissenschaftslehre. Tübingen 1968, S. 180.
73. ↑  Weber 1968, S. 181.
74. ↑  Clifford Geertz: Dichte Beschreibung. Beiträge zum Verstehen kultureller Systeme. Frankfurt 1983, S. 9.
75. ↑  Vergleiche Roland Posner: Kultur als Zeichensystem. Zur semiotischen Explikation kulturwissenschaftlicher Grundbegriffe. In: Aleida Assmann, Dietrich Harth (Hrsg.): Kultur als Lebenswelt und Monument. Fischer, Frankfurt 1991, S. ??–??.
76. ↑  Vor allem durch die gleichnamige Aufsatzsammlung von Doris Bachmann-Medick: Kultur als Text. Die anthropologische Wende in der Literaturwissenschaft. UTB, Berlin 2004.
77. ↑  „Die Metapher führt, zur Privilegierung des sprachlichen Zugangs zu Bedeutungen […], der als Königsweg zur Entschlüsselung auch aller anderen Kristallisationformen kultureller Praxis erscheint. […] Die je spezifischen Bedeutungspotentiale der einzelnen Künste oder kulturellen Praxen werden nicht mehr wahrgenommen.“ Böhme, Matusek, Müller: Orientierung Kulturwissenschaft. Was sie kann und was sie will. Reinbek 2000, S. 136–137.
78. ↑  vgl. Isabelle-Constance v. Opalinski: Schüsse auf die Zivilisation - in FAZ vom 20. August 2014; Hans Haider: Missbrauch von Kulturgütern ist strafbar - in Wiener Zeitung vom 29. Juni 2012; Peter Stone: Inquiry: Monuments Men. Apollo – The International Art Magazine vom 2. Februar 2015; Mehroz Baig: When War Destroys Identity. Worldpost vom 12. Mai 2014; Fabian von Posser: Welterbe-Stätten zerbombt, Kulturschätze verhökert. Die Welt vom 5. November 2013; Rüdiger Heimlich: Wüstenstadt Palmyra: Kulturerbe schützen bevor es zerstört wird. Berliner Zeitung vom 28. März 2016.
79. ↑  Michael Tomasello: Die kulturelle Entwicklung des menschlichen Denkens. Zur Evolution der Kognition. Suhrkamp, Frankfurt 2002, S. ??.
80. ↑  Jack Goody, Ian Watt: Konsequenzen der Literarität. In: Dieselben, Kathleen Gough: Entstehung und Folgen der Schriftkultur. Suhrkamp, Frankfurt 1986, S. 68.
81. ↑  Aleida Assmann: Zeit und Tradition. Böhlau, Köln 1999, S. 90.
82. ↑  Gottfried Herder: Ideen zur Philosophie der Geschichte der Menschheit. Band 1, 1784, S. 335 bzw. 337.
83. ↑  Gottfried Herder: Ideen zur Philosophie der Geschichte der Menschheit. Band 1, 1784, S. 338 bzw. 340.
84. ↑  Georg Simmel: Das individuelle Gesetz. Philosophische Exkurse. Neuausgabe, hrsg. von Michael Landmann. Frankfurt 1987, S. 149, 159.
85. ↑  Vergleiche Hans-Georg Gadamer: Wahrheit und Methode. 2. Teil; dazu auch die Studie von Bernd Auerochs: Gadamer über Tradition. In: Zeitschrift für philosophische Forschung. Band 49, 1995, S. 294–311.
86. ↑  Vergleiche zur Kritik hieran: Ernst Cassirer: Versuch über den Menschen. Meiner, Hamburg 2007, S. 171–211.
87. ↑  Ferdinand de Saussure: Grundlagen der allgemeinen Sprachwissenschaft. De Gruyter, Berlin 1967, S. 143.
88. ↑  Ferdinand de Saussure: Grundlagen der allgemeinen Sprachwissenschaft. De Gruyter, Berlin 1967, S. 80.
89. ↑  Yuri M. Lotman: Universe of the Mind. A Semiotic Theory of Culture. Tauris, London/New York 2001, S. ??.
90. ↑  Für einen Überblick zu dieser Ausweitung der Begriffe siehe Michael Krois: Kultur als Zeichensystem. In: Friedrich Jaeger, Burkhard Liebsch (Hrsg.): Handbuch der Kulturwissenschaften. Stuttgart 2004, S. 106–118.
91. ↑  „Das, was ich Text nenne, ist alles, ist praktisch alles. Es ist alles, das heißt, es gibt einen Text, sobald es eine Spur gibt, eine differentielle Verweisung von einer Spur auf die andere. Und diese Verweise bleiben nie stehen. Es gibt keine Grenzen der differentiellen Verweisung einer Spur auf die andere.“ Derrida zitiert nach Peter Engelmann: Postmoderne und Dekonstruktion: Texte französischer Philosophen der Gegenwart. Reclam, Stuttgart 2004, S. 20 f.
92. ↑  Vergleiche Martin Heidegger: Sein und Zeit. Niemeyer, Tübingen 1927, §§ 31–34.
93. ↑  Martin Heidegger: Holzwege. (GA 5), S. 311.
94. ↑  Martin Heidegger: Holzwege. (GA 5), S. 310.
95. ↑  Vergleiche Karl H. Hörning: Kultur als Praxis. In: Friedrich Jaeger, Burkhard Liebsch (Hrsg.): Handbuch der Kulturwissenschaften. Stuttgart 2004, S. 137–151.
96. ↑  Pradeep Chakkarath, Jürgen Straub: Kulturpsychologie. In: Günter Mey, Katja Mruck (Hrsg.): Handbuch Qualitative Forschung in der Psychologie. Springer, Wiesbaden 2020, ISBN 978-3-658-18233-5.
97. ↑  Als einer der ersten beschreibt dies Martin Heidegger: Sein und Zeit (GA 2) §§ 14–24, Niemeyer, Tübingen 1927.
98. ↑  Vergleiche die Studie von Gernot Böhme: Atmosphäre. Suhrkamp, Frankfurt 1995.
99. ↑  Luc Ciompi: Außenwelt – Innenwelt. Zur Entstehung von Zeit, Raum und psychischen Strukturen. Sammlung Vandenhoeck, Göttingen 1988, S. 235 f.
100. ↑  Vergleiche die Axis-of-Evil-Speech. Pressemitteilung des Weißen Hauses, USA 2002.
101. ↑  Pierre Bourdieu: Physischer, sozialer und angeeigneter physischer Raum. In: Martin Wentz (Hrsg.): Stadt-Räume. Die Zukunft des Städtischen. Campus, Frankfurt/New York 1991, S. 32.
102. ↑  Helmuth Becker, Michael May: Die lungern eh’ nur da „rum“. Raumbezogene Interessenorientierung von Unterschichtsjugendlichen und ihre Realisierung in öffentlichen Räumen. In: Walter Specht (Hrsg.): Die gefährliche Straße. Jugendkonflikte und Stadtteilarbeit. KT, Bielefeld 1987, S. 41.
103. ↑  Vergleiche Deutsches Jugendinstitut: Was tun Kinder am Nachmittag? Ergebnisse einer empirischen Untersuchung zur mittleren Kindheit. Juventa, München 1992.
104. ↑  Vergleiche das ähnliche Beispiel von Martina Löw: Raum. Die topologischen Dimensionen der Kultur. In: Friedrich Jaeger, Burkhard Liebsch (Hrsg.): Handbuch der Kulturwissenschaften. Stuttgart 2004, S. 49–53.
105. ↑  Vergleiche Dietrich Brockhagen, Christoph Bals: Wie wir fliegen: Flugverkehr zwischen Konsum und Klimaschaden. In: Worldwatch Institute (Hrsg.), in Zusammenarbeit mit der Heinrich-Böll-Stiftung und Germanwatch: Zur Lage der Welt 2004: Die Welt des Konsums. Westfälisches Dampfboot, Münster 2004, ISBN 3-89691-570-3, Kapitel 1 (PDF: 69 kB, 18 Seiten auf germanwatch.org (Memento vom 20. November 2008 im Internet Archive)).
106. ↑  Peter Sloterdijk: Im Weltinnenraum des Kapitals. Zu einer philosophischen Geschichte der terrestrischen Globalisierung. Suhrkamp, Frankfurt 2005, S. ??.
107. ↑  Vgl. Gerold Keusch „Kulturschutz in der Ära der Identitätskriege“ in Truppendienst - Magazin des Österreichischen Bundesheeres vom 24. Oktober 2018.
108. ↑  Vergleiche auch Karl von Habsburg auf Mission im Libanon. Abgerufen am 19. Juli 2019.
109. ↑  Vergleiche beispielsweise Corine Wegener, Marjan Otter: Cultural Property at War: Protecting Heritage during Armed Conflict. In: The Getty Conservation Institute, Newsletter 23.1, Spring 2008; Eden Stiffman: Cultural Preservation in Disasters, War Zones. Presents Big Challenges. In: The Chronicle Of Philanthropy, 11. Mai 2015; Hans Haider im Interview mit Karl Habsburg: Missbrauch von Kulturgütern ist strafbar. In: Wiener Zeitung, 29. Juni 2012.